# Fußball-Weltmeisterschaft 2018
Die Endrunde der Fußball-Weltmeisterschaft 2018 (russisch Чемпионат мира по футболу 2018, englisch 2018 FIFA World Cup) war die 21. Austragung des bedeutendsten Turniers für Männer-Fußball-Nationalmannschaften und fand vom 14. Juni bis zum 15. Juli 2018 in Russland statt. Als Generalprobe diente der FIFA-Konföderationen-Pokal 2017 in Russland.
Weltmeister wurde zum zweiten Mal nach 1998 Frankreich, das im Endspiel Kroatien mit 4:2 besiegte. Mit dem Sieg der französischen Nationalmannschaft ging der WM-Titel zum vierten Mal in Folge an eine europäische Mannschaft. Für Kroatien bedeutete der zweite Platz das bisher beste Ergebnis bei einer Fußball-Weltmeisterschaft. Gastgeber Russland erreichte das Viertelfinale. Titelverteidiger Deutschland schied erstmals in der Geschichte des Turniers bereits in der Gruppenphase aus. Die Schweiz schied im Achtelfinale aus; Österreich und Liechtenstein waren bereits in der Qualifikation gescheitert.

## Vergabe

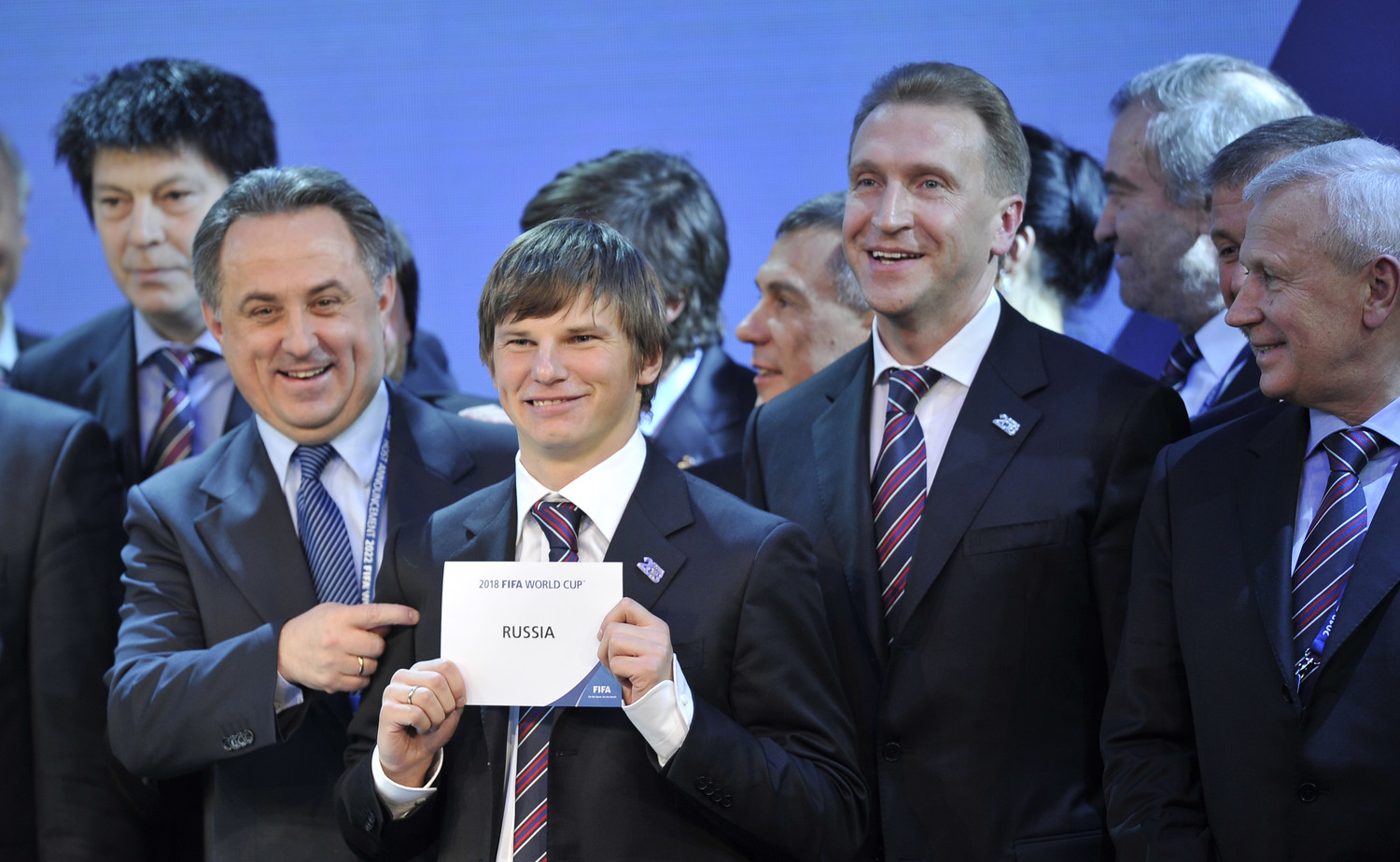
Die russische Delegation (von links nach rechts: Witali Mutko, Andrei Arschawin, Igor Schuwalow und Wjatscheslaw Koloskow) feiert den Zuschlag.

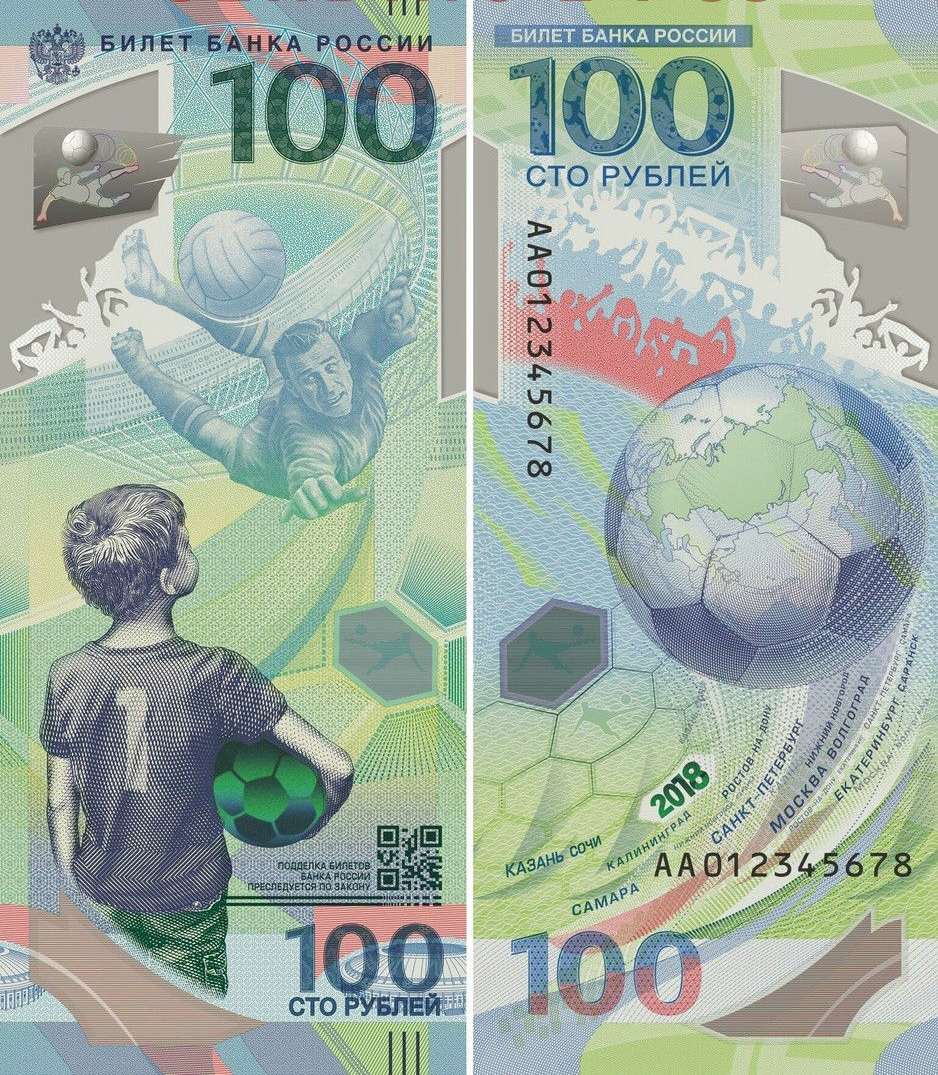
Sonderausgabe der 100-Rubel-Banknote zur WM

Das Exekutivkomitee der FIFA hatte am 19. Dezember 2008 während seiner Sitzung in Tokio beschlossen, die beiden Weltmeisterschaften 2018 und 2022 gleichzeitig zu vergeben. Die Frist für die Mitgliedsverbände zur Bekundung ihres Interesses an der Ausrichtung endete am 2. Februar 2009. Für die beiden Turniere gingen elf Bewerbungen aus 13 Ländern ein. Dem 2007 modifizierten Rotationsverfahren entsprechend waren für das Turnier 2018 die Kontinentalverbände, in denen die beiden vorangehenden Weltmeisterschaften stattgefunden haben (Afrika mit Südafrika 2010 und Südamerika mit Brasilien 2014), von der Bewerbung ausgeschlossen. Bis zur Vergabe zogen sich alle nicht-europäischen Bewerber für die Weltmeisterschaft 2018 zurück und konzentrierten sich auf die Weltmeisterschaft 2022.
Den Gastgeber der WM 2018 gab die FIFA am 2. Dezember 2010 in Zürich bekannt. Russland setzte sich gegen die Gemeinschaftsbewerbungen von Portugal und Spanien, Belgiens und der Niederlande sowie die Bewerbung von England durch. Bei der Wahl war eine absolute Mehrheit von zwölf Stimmen erforderlich. Bis diese erreicht wurde, schied pro Runde der Bewerber mit den wenigsten Stimmen aus.
Anfang April 2020 brachten Enthüllungen im Rahmen eines New Yorker Gerichtsverfahren ans Licht, dass die Stimmen mehrerer FIFA-Funktionäre, darunter Jack Warner aus Trinidad und Tobago (für fünf Millionen US-Dollar) und Rafael Salguero aus Guatemala (für eine Million US-Dollar), gekauft wurden, um für Russland abzustimmen.
| Bewerber                | 1. Runde | 2. Runde | Bemerkung                                                                     |
| ----------------------- | -------- | -------- | ----------------------------------------------------------------------------- |
| Russland                | 9        | 13       |                                                                               |
| Portugal und Spanien    | 7        | 7        | Spanien war Ausrichter der WM 1982, Portugal der EM 2004.                     |
| Belgien und Niederlande | 4        | 2        | Belgien war Gastgeber der EM 1972, beide richteten gemeinsam die EM 2000 aus. |
| England                 | 2        | –        | England war Ausrichter der WM 1966 und der EM 1996.                           |

## Spielorte
Am 29. September 2012 wurden im Rahmen einer Fernsehshow mit dem FIFA-Präsidenten Sepp Blatter und dem russischen Sportminister Witali Mutko die elf Austragungsorte und zwölf WM-Stadien bekanntgegeben. Die auf der vorläufigen Liste vorhandenen Städte Jaroslawl und Krasnodar wurden gestrichen. Mit Ausnahme von Jekaterinburg, das knapp 40 Kilometer östlich der imaginären Trennlinie zwischen Europa und Asien liegt, liegen alle Austragungsorte im europäischen Teil Russlands.
Das Olympiastadion Luschniki in Moskau war Austragungsort des Eröffnungsspiels und des Endspiels.
Für den Bau und die Renovierung der Stadien wurde ein Budget in Höhe von 3,82 Mrd. US-Dollar veranschlagt.
Im Jahr 2010 bezifferte der damalige Ministerpräsident Wladimir Putin die geplanten Investitionen zur „Vorbereitung der Stadien und der umliegenden Infrastruktur“ auf 7,3 Mrd. Euro.
Wegen der angespannten Wirtschaftslage hat Russland Anfang 2015 Einsparungsmaßnahmen beim Stadionbau beschlossen. Dadurch wurde mit Zustimmung der FIFA in einigen Spielorten die Anzahl der fest installierten Sitzplätze von 45.000 auf 35.000 reduziert. Im Juni 2015 kürzte Russland erneut sein Budget.
Alle zwölf Stadien wurden für die Weltmeisterschaft entweder neu erstellt oder umgebaut. Ende April 2018 erhielt die Kosmos-Arena in Samara als letztes WM-Stadion die Betriebserlaubnis, damit waren alle Spielstätten einsatzbereit.
| Kaliningrad |

| Jekaterinburg |

| Kasan |

| Moskau |

| Nischni Nowgorod |

| Rostow am Don |

| Samara |

| Saransk |

| Sotschi |

| Sankt Petersburg |

| Wolgograd |

| Kaliningrad |

| Jekaterinburg |

| Kasan |

| Moskau |

| Nischni Nowgorod |

| Rostow am Don |

| Samara |

| Saransk |

| Sotschi |

| Sankt Petersburg |

| Wolgograd |

## Qualifikation

### Überblick

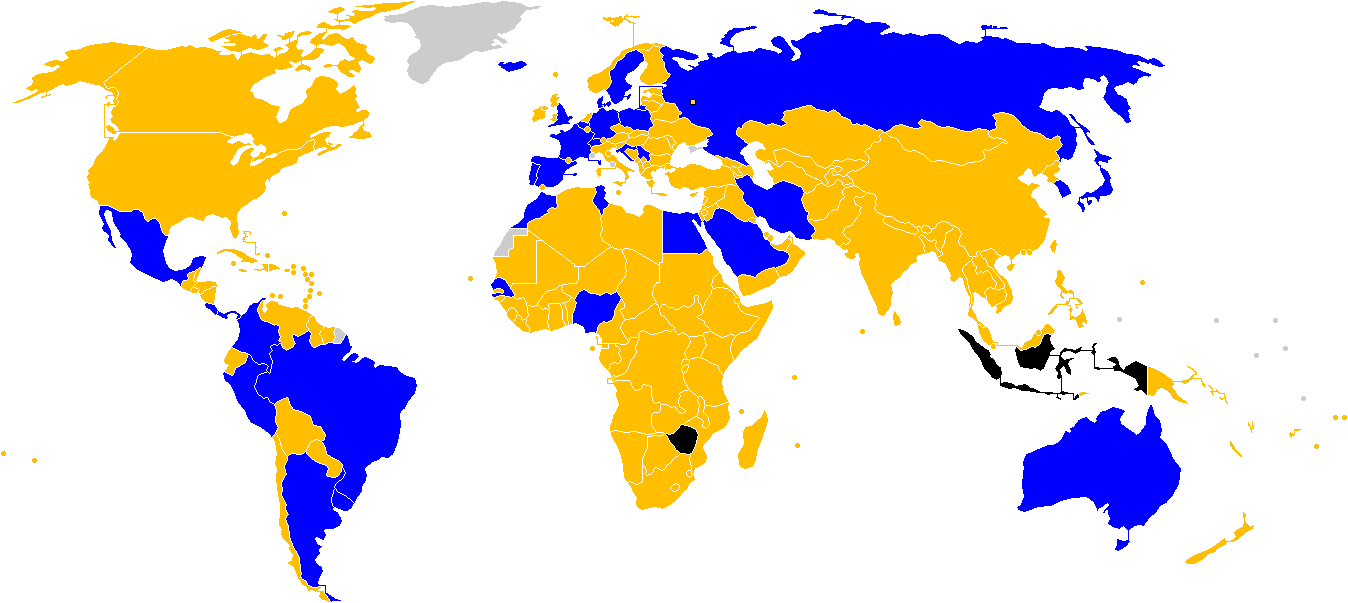
Qualifiziert
Nicht qualifiziert
Nicht teilgenommen
Kein FIFA-Mitglied

Am Endrunden-Turnier der Fußball-Weltmeisterschaft 2018 nahmen 32 Verbände teil. Gastgeber Russland war dabei automatisch qualifiziert, die restlichen 31 Startplätze wurden innerhalb der sechs Kontinentalverbände durch Qualifikationsturniere vergeben. Die Auslosung der Qualifikationsgruppen erfolgte am 25. Juli 2015 in Sankt Petersburg.
Die Plätze für die Endrunde wurden wie folgt vergeben:
- UEFA (Europa): 14 Teilnehmer inklusive Gastgeber Russland
- CONMEBOL (Südamerika): 5 Teilnehmer
- CAF (Afrika): 5 Teilnehmer
- AFC (Asien und Australien): 5 Teilnehmer
- CONCACAF (Nordamerika, Mittelamerika und Karibik): 3 Teilnehmer
- OFC (Ozeanien): 0 Teilnehmer

Zwei der Teilnehmer wurden in interkontinentalen Play-offs zwischen Vertretern des AFC und des CONCACAF bzw. zwischen Vertretern des OFC und des CONMEBOL bestimmt.

### Endrundenteilnehmer
Neben Gastgeberland Russland haben sich weitere 31 Nationalmannschaften für das Turnier qualifiziert. Die Mannschaften aus Island und Panama nahmen zum ersten Mal an der Endrunde einer Fußball-WM teil.
| 14 UEFA (Europa), inklusive Gastgeber:         | Russland    | Belgien   | Dänemark  | Deutschland   | England  | Frankreich | Island  |
| 14 UEFA (Europa), inklusive Gastgeber:         | Kroatien    | Polen     | Portugal  | Schweden      | Schweiz  | Serbien    | Spanien |
| 05 CONMEBOL (Südamerika)                       | Argentinien | Brasilien | Kolumbien | Peru          | Uruguay  |            |         |
| 05 CAF (Afrika)                                | Ägypten     | Marokko   | Nigeria   | Senegal       | Tunesien |            |         |
| 03 CONCACAF (Nord-, Mittelamerika und Karibik) | Costa Rica  | Mexiko    | Panama    |               |          |            |         |
| 05 AFC (Asien)                                 | Australien  | Iran      | Japan     | Saudi-Arabien | Südkorea |            |         |
| 0 OFC (Ozeanien)                               |             |           |           |               |          |            |         |

Nicht qualifizieren konnten sich unter anderem der vierfache Weltmeister Italien, der letzte WM-Dritte Niederlande und der amtierende Copa-America-Sieger Chile.

### Turnierverlauf

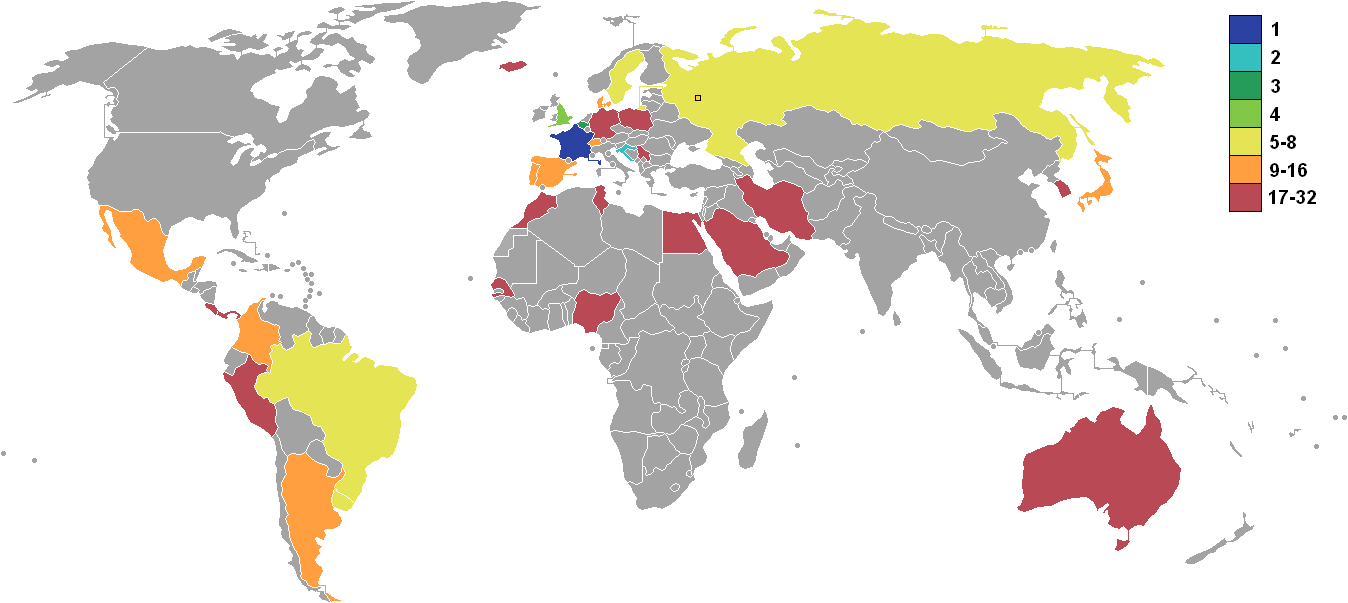
Gesicherte Platzierung der teilnehmenden Länder

Die Weiterqualifikation der Endrundenteilnehmer während des Turnierverlaufs ist auf der Teilnehmerweltkarte farblich dargestellt und wird im Abschnitt Finalrunde detailliert, dem Verlauf des Aufeinandertreffens nach, gezeigt.

## Auslosung
Die Auslosung der Gruppenphase der Endrunde fand am 1. Dezember 2017 in der großen Konzerthalle des Kremls in Moskau statt. Als Köpfe der acht Gruppen wurden der Gastgeber Russland und die sieben Führenden der FIFA-Weltrangliste vom 16. Oktober 2017 gesetzt. Sie bildeten Lostopf 1, die Töpfe 2 bis 4 wurden nicht wie bei der WM-Auslosung 2014 nach regionalen Kriterien besetzt, sondern ausschließlich gemäß ihrem Weltranglisten-Ranking am 16. Oktober 2017. Bei der Auslosung durfte kein Team aus derselben Konföderation derselben Gruppe zugelost werden. Eine Ausnahme gab es für den europäischen Fußballverband UEFA. So durften in der Gruppenphase maximal zwei europäische Teams je Gruppe aufeinandertreffen.
Topf 1: Russland (65) 1, Deutschland (1), Brasilien (2), Portugal (3), Argentinien (4), Belgien (5), Polen (6), Frankreich (7)
Topf 2: Spanien (8), Peru (10), Schweiz (11), England (12), Kolumbien (13), Mexiko (16), Uruguay (17), Kroatien (18)
Topf 3: Dänemark (19), Island (21), Costa Rica (22), Schweden (25), Tunesien (28), Ägypten (30), Senegal (32), Iran (34)
Topf 4: Serbien (38), Nigeria (41), Australien (43), Japan (44), Marokko (48), Panama (49), Südkorea (62), Saudi-Arabien (63)
Anmerkung: In Klammern ist der FIFA-Rang, den die jeweilige Nationalmannschaft am 16. Oktober 2017 hatte, angegeben.
| Gruppe A           | Gruppe B        | Gruppe C        | Gruppe D        |
| ------------------ | --------------- | --------------- | --------------- |
| Russland (70)      | Portugal (4)    | Frankreich (7)  | Argentinien (5) |
| Saudi-Arabien (67) | Spanien (10)    | Australien (36) | Island (22)     |
| Ägypten (45)       | Marokko (41)    | Peru (11)       | Kroatien (20)   |
| Uruguay (14)       | Iran (37)       | Dänemark (12)   | Nigeria (48)    |
|                    |                 |                 |                 |
| Gruppe E           | Gruppe F        | Gruppe G        | Gruppe H        |
| Brasilien (2)      | Deutschland (1) | Belgien (3)     | Polen (8)       |
| Schweiz (6)        | Mexiko (15)     | Panama (55)     | Senegal (27)    |
| Costa Rica (23)    | Schweden (24)   | Tunesien (21)   | Kolumbien (16)  |
| Serbien (34)       | Südkorea (57)   | England (12)    | Japan (61)      |

Informationen zu den einzelnen WM-Gruppen und Mannschaften bei Klick auf den jeweiligen Link.
Anmerkung: Platzierung in der FIFA-Weltrangliste vor dem Turnier in Klammern.

## Regelwerk und Modus
In der Gruppenphase gab es acht Gruppen mit je vier Teilnehmern. Innerhalb der Gruppen spielte jede Mannschaft gegen jede. Der Sieger jeder Begegnung erhielt drei Punkte, der Verlierer keinen, bei einem Unentschieden erhielt jeder einen Punkt.
Die Reihenfolge in jeder Gruppe wurde wie folgt
bestimmt:
a) Anzahl Punkte aus allen Gruppenspielen
b) Tordifferenz aus allen Gruppenspielen
c) Anzahl der in allen Gruppenspielen erzielten Tore
Wenn zwei oder mehr Teams aufgrund der drei erwähnten Kriterien gleich
abschneiden, wurde ihre Platzierung gemäß folgenden Kriterien ermittelt:
d) Anzahl Punkte aus den Direktbegegnungen der punktgleichen Teams in den Gruppenspielen
e) Tordifferenz aus den Direktbegegnungen der punktgleichen Teams in den Gruppenspielen
f) Anzahl der in den Direktbegegnungen der punktgleichen Teams in den Gruppenspielen erzielten Tore
g) Fairplay-Wertung, ermittelt anhand der Anzahl gelber und roter Karten in allen Gruppenspielen mit folgenden Abzügen:
- gelbe Karte: minus 1 Punkt
- gelb-rote Karte: minus 3 Punkte
- rote Karte: minus 4 Punkte
- gelbe und rote Karte: minus 5 Punkte

Für einen Spieler war pro Spiel nur einer der obigen Abzüge möglich.
h) Losentscheid durch die FIFA-Organisationskommission
Im Laufe des Turniers präzisierte die FIFA auf Anfrage der Deutsche Presse-Agentur den Wortlaut ihres Reglements bezüglich der Gruppenplatzierungen an einem Beispiel dahingehend, dass, wenn bei drei Teams im sogenannten Direktvergleich (Punkte d – f) ein Team klar positioniert werden konnte und die anderen beiden Teams immer noch gleichauf waren, direkt zur Fairplay-Wertung (Punkt g) übergegangen wird, anstatt iterativ erneut die Platzierungsregeln anzuwenden.

## Gruppenphase
Sieger einer Begegnung sowie in den Gruppentabellen die Mannschaften, die das Achtelfinale erreicht haben, sind fett geschrieben.

In der Tabelle sind die Plätze, die das Erreichen des Achtelfinales ermöglichen, grün hinterlegt.

### Gruppe A
| Pl. | Land          | Sp. | S | U | N | Tore    | Diff. | Punkte |
| --- | ------------- | --- | - | - | - | ------- | ----- | ------ |
| 1.  | Uruguay       | 3   | 3 | 0 | 0 | 005:000 | +5    | 09     |
| 2.  | Russland      | 3   | 2 | 0 | 1 | 008:400 | +4    | 06     |
| 3.  | Saudi-Arabien | 3   | 1 | 0 | 2 | 002:700 | −5    | 03     |
| 4.  | Ägypten       | 3   | 0 | 0 | 3 | 002:600 | −4    | 0      |

|                                                                                                 |   |               |           |
| Do., 14. Juni 2018 um 18:00 Uhr (17:00 Uhr MESZ) in Moskau (Olympiastadion Luschniki)           |   |               |           |
| Russland                                                                                        | – | Saudi-Arabien | 5:0 (2:0) |
| Fr., 15. Juni 2018 um 17:00 Uhr (14:00 Uhr MESZ) in Jekaterinburg (Zentralstadion)              |   |               |           |
| Ägypten                                                                                         | – | Uruguay       | 0:1 (0:0) |
| Di., 19. Juni 2018 um 21:00 Uhr (20:00 Uhr MESZ) in Sankt Petersburg (Sankt-Petersburg-Stadion) |   |               |           |
| Russland                                                                                        | – | Ägypten       | 3:1 (0:0) |
| Mi., 20. Juni 2018 um 18:00 Uhr (17:00 Uhr MESZ) in Rostow am Don (Rostow-Arena)                |   |               |           |
| Uruguay                                                                                         | – | Saudi-Arabien | 1:0 (1:0) |
| Mo., 25. Juni 2018 um 18:00 Uhr (16:00 Uhr MESZ) in Samara (Kosmos-Arena)                       |   |               |           |
| Uruguay                                                                                         | – | Russland      | 3:0 (2:0) |
| Mo., 25. Juni 2018 um 17:00 Uhr (16:00 Uhr MESZ) in Wolgograd (Wolgograd-Arena)                 |   |               |           |
| Saudi-Arabien                                                                                   | – | Ägypten       | 2:1 (1:1) |

### Gruppe B
| Pl. | Land     | Sp. | S | U | N | Tore    | Diff. | Punkte |
| --- | -------- | --- | - | - | - | ------- | ----- | ------ |
| 1.  | Spanien  | 3   | 1 | 2 | 0 | 006:500 | +1    | 05     |
| 2.  | Portugal | 3   | 1 | 2 | 0 | 005:400 | +1    | 05     |
| 3.  | Iran     | 3   | 1 | 1 | 1 | 002:200 | ±0    | 04     |
| 4.  | Marokko  | 3   | 0 | 1 | 2 | 002:400 | −2    | 01     |
|     |          |     |   |   |   |         |       |        |

|                                                                                       |   |          |           |
| Fr., 15. Juni 2018 um 18:00 Uhr (17:00 Uhr MESZ) in Sankt Petersburg                  |   |          |           |
| Marokko                                                                               | – | Iran     | 0:1 (0:0) |
| Fr., 15. Juni 2018 um 21:00 Uhr (20:00 Uhr MESZ) in Sotschi (Olympiastadion Sotschi)  |   |          |           |
| Portugal                                                                              | – | Spanien  | 3:3 (2:1) |
| Mi., 20. Juni 2018 um 15:00 Uhr (14:00 Uhr MESZ) in Moskau (Olympiastadion Luschniki) |   |          |           |
| Portugal                                                                              | – | Marokko  | 1:0 (1:0) |
| Mi., 20. Juni 2018 um 21:00 Uhr (20:00 Uhr MESZ) in Kasan (Kasan-Arena)               |   |          |           |
| Iran                                                                                  | – | Spanien  | 0:1 (0:0) |
| Mo., 25. Juni 2018 um 21:00 Uhr (20:00 Uhr MESZ) in Saransk (Mordwinien-Arena)        |   |          |           |
| Iran                                                                                  | – | Portugal | 1:1 (0:1) |
| Mo., 25. Juni 2018 um 20:00 Uhr (20:00 Uhr MESZ) in Kaliningrad (Kaliningrad-Stadion) |   |          |           |
| Spanien                                                                               | – | Marokko  | 2:2 (1:1) |

### Gruppe C
| Pl. | Land       | Sp. | S | U | N | Tore    | Diff. | Punkte |
| --- | ---------- | --- | - | - | - | ------- | ----- | ------ |
| 1.  | Frankreich | 3   | 2 | 1 | 0 | 003:100 | +2    | 07     |
| 2.  | Dänemark   | 3   | 1 | 2 | 0 | 002:100 | +1    | 05     |
| 3.  | Peru       | 3   | 1 | 0 | 2 | 002:200 | ±0    | 03     |
| 4.  | Australien | 3   | 0 | 1 | 2 | 002:500 | −3    | 01     |

|                                                                                       |   |            |           |
| Sa., 16. Juni 2018 um 13:00 Uhr (12:00 Uhr MESZ) in Kasan                             |   |            |           |
| Frankreich                                                                            | – | Australien | 2:1 (0:0) |
| Sa., 16. Juni 2018 um 19:00 Uhr (18:00 Uhr MESZ) in Saransk                           |   |            |           |
| Peru                                                                                  | – | Dänemark   | 0:1 (0:0) |
| Do., 21. Juni 2018 um 16:00 Uhr (14:00 Uhr MESZ) in Samara                            |   |            |           |
| Dänemark                                                                              | – | Australien | 1:1 (1:1) |
| Do., 21. Juni 2018 um 20:00 Uhr (17:00 Uhr MESZ) in Jekaterinburg                     |   |            |           |
| Frankreich                                                                            | – | Peru       | 1:0 (1:0) |
| Di., 26. Juni 2018 um 17:00 Uhr (16:00 Uhr MESZ) in Moskau (Olympiastadion Luschniki) |   |            |           |
| Dänemark                                                                              | – | Frankreich | 0:0       |
| Di., 26. Juni 2018 um 17:00 Uhr (16:00 Uhr MESZ) in Sotschi                           |   |            |           |
| Australien                                                                            | – | Peru       | 0:2 (0:1) |

### Gruppe D
| Pl. | Land        | Sp. | S | U | N | Tore    | Diff. | Punkte |
| --- | ----------- | --- | - | - | - | ------- | ----- | ------ |
| 1.  | Kroatien    | 3   | 3 | 0 | 0 | 007:100 | +6    | 09     |
| 2.  | Argentinien | 3   | 1 | 1 | 1 | 003:500 | −2    | 04     |
| 3.  | Nigeria     | 3   | 1 | 0 | 2 | 003:400 | −1    | 03     |
| 4.  | Island      | 3   | 0 | 1 | 2 | 002:500 | −3    | 01     |

|                                                                                                 |   |             |           |
| Sa., 16. Juni 2018 um 16:00 Uhr (15:00 Uhr MESZ) in Moskau (Spartak-Stadion)                    |   |             |           |
| Argentinien                                                                                     | – | Island      | 1:1 (1:1) |
| Sa., 16. Juni 2018 um 21:00 Uhr (21:00 Uhr MESZ) in Kaliningrad                                 |   |             |           |
| Kroatien                                                                                        | – | Nigeria     | 2:0 (1:0) |
| Do., 21. Juni 2018 um 21:00 Uhr (20:00 Uhr MESZ) in Nischni Nowgorod (Stadion Nischni Nowgorod) |   |             |           |
| Argentinien                                                                                     | – | Kroatien    | 0:3 (0:0) |
| Fr., 22. Juni 2018 um 18:00 Uhr (17:00 Uhr MESZ) in Wolgograd                                   |   |             |           |
| Nigeria                                                                                         | – | Island      | 2:0 (0:0) |
| Di., 26. Juni 2018 um 21:00 Uhr (20:00 Uhr MESZ) in Sankt Petersburg                            |   |             |           |
| Nigeria                                                                                         | – | Argentinien | 1:2 (0:1) |
| Di., 26. Juni 2018 um 21:00 Uhr (20:00 Uhr MESZ) in Rostow am Don                               |   |             |           |
| Island                                                                                          | – | Kroatien    | 1:2 (0:0) |

### Gruppe E
| Pl. | Land       | Sp. | S | U | N | Tore    | Diff. | Punkte |
| --- | ---------- | --- | - | - | - | ------- | ----- | ------ |
| 1.  | Brasilien  | 3   | 2 | 1 | 0 | 005:100 | +4    | 07     |
| 2.  | Schweiz    | 3   | 1 | 2 | 0 | 005:400 | +1    | 05     |
| 3.  | Serbien    | 3   | 1 | 0 | 2 | 002:400 | −2    | 03     |
| 4.  | Costa Rica | 3   | 0 | 1 | 2 | 002:500 | −3    | 01     |
|     |            |     |   |   |   |         |       |        |

|                                                                              |   |            |           |
| So., 17. Juni 2018 um 16:00 Uhr (14:00 Uhr MESZ) in Samara                   |   |            |           |
| Costa Rica                                                                   | – | Serbien    | 0:1 (0:0) |
| So., 17. Juni 2018 um 21:00 Uhr (20:00 Uhr MESZ) in Rostow am Don            |   |            |           |
| Brasilien                                                                    | – | Schweiz    | 1:1 (1:0) |
| Fr., 22. Juni 2018 um 15:00 Uhr (14:00 Uhr MESZ) in Sankt Petersburg         |   |            |           |
| Brasilien                                                                    | – | Costa Rica | 2:0 (0:0) |
| Fr., 22. Juni 2018 um 20:00 Uhr (20:00 Uhr MESZ) in Kaliningrad              |   |            |           |
| Serbien                                                                      | – | Schweiz    | 1:2 (1:0) |
| Mi., 27. Juni 2018 um 21:00 Uhr (20:00 Uhr MESZ) in Moskau (Spartak-Stadion) |   |            |           |
| Serbien                                                                      | – | Brasilien  | 0:2 (0:1) |
| Mi., 27. Juni 2018 um 21:00 Uhr (20:00 Uhr MESZ) in Nischni Nowgorod         |   |            |           |
| Schweiz                                                                      | – | Costa Rica | 2:2 (1:0) |

### Gruppe F
| Pl. | Land        | Sp. | S | U | N | Tore    | Diff. | Punkte |
| --- | ----------- | --- | - | - | - | ------- | ----- | ------ |
| 1.  | Schweden    | 3   | 2 | 0 | 1 | 005:200 | +3    | 06     |
| 2.  | Mexiko      | 3   | 2 | 0 | 1 | 003:400 | −1    | 06     |
| 3.  | Südkorea    | 3   | 1 | 0 | 2 | 003:300 | ±0    | 03     |
| 4.  | Deutschland | 3   | 1 | 0 | 2 | 002:400 | −2    | 03     |
|     |             |     |   |   |   |         |       |        |

|                                                                                       |   |             |           |
| So., 17. Juni 2018 um 18:00 Uhr (17:00 Uhr MESZ) in Moskau (Olympiastadion Luschniki) |   |             |           |
| Deutschland                                                                           | – | Mexiko      | 0:1 (0:1) |
| Mo., 18. Juni 2018 um 15:00 Uhr (14:00 Uhr MESZ) in Nischni Nowgorod                  |   |             |           |
| Schweden                                                                              | – | Südkorea    | 1:0 (0:0) |
| Sa., 23. Juni 2018 um 18:00 Uhr (17:00 Uhr MESZ) in Rostow am Don                     |   |             |           |
| Südkorea                                                                              | – | Mexiko      | 1:2 (0:1) |
| Sa., 23. Juni 2018 um 21:00 Uhr (20:00 Uhr MESZ) in Sotschi                           |   |             |           |
| Deutschland                                                                           | – | Schweden    | 2:1 (0:1) |
| Mi., 27. Juni 2018 um 17:00 Uhr (16:00 Uhr MESZ) in Kasan                             |   |             |           |
| Südkorea                                                                              | – | Deutschland | 2:0 (0:0) |
| Mi., 27. Juni 2018 um 19:00 Uhr (16:00 Uhr MESZ) in Jekaterinburg                     |   |             |           |
| Mexiko                                                                                | – | Schweden    | 0:3 (0:0) |

### Gruppe G
| Pl. | Land     | Sp. | S | U | N | Tore    | Diff. | Punkte |
| --- | -------- | --- | - | - | - | ------- | ----- | ------ |
| 1.  | Belgien  | 3   | 3 | 0 | 0 | 009:200 | +7    | 09     |
| 2.  | England  | 3   | 2 | 0 | 1 | 008:300 | +5    | 06     |
| 3.  | Tunesien | 3   | 1 | 0 | 2 | 005:800 | −3    | 03     |
| 4.  | Panama   | 3   | 0 | 0 | 3 | 002:110 | −9    | 0      |

|                                                                              |   |          |           |
| Mo., 18. Juni 2018 um 18:00 Uhr (17:00 Uhr MESZ) in Sotschi                  |   |          |           |
| Belgien                                                                      | – | Panama   | 3:0 (0:0) |
| Mo., 18. Juni 2018 um 21:00 Uhr (20:00 Uhr MESZ) in Wolgograd                |   |          |           |
| Tunesien                                                                     | – | England  | 1:2 (1:1) |
| Sa., 23. Juni 2018 um 15:00 Uhr (14:00 Uhr MESZ) in Moskau (Spartak-Stadion) |   |          |           |
| Belgien                                                                      | – | Tunesien | 5:2 (3:1) |
| So., 24. Juni 2018 um 15:00 Uhr (14:00 Uhr MESZ) in Nischni Nowgorod         |   |          |           |
| England                                                                      | – | Panama   | 6:1 (5:0) |
| Do., 28. Juni 2018 um 20:00 Uhr (20:00 Uhr MESZ) in Kaliningrad              |   |          |           |
| England                                                                      | – | Belgien  | 0:1 (0:0) |
| Do., 28. Juni 2018 um 21:00 Uhr (20:00 Uhr MESZ) in Saransk                  |   |          |           |
| Panama                                                                       | – | Tunesien | 1:2 (1:0) |

### Gruppe H
| Pl.                                                                                             | Land      | Sp. | S | U | N | Tore    | Diff. | Punkte |
| ----------------------------------------------------------------------------------------------- | --------- | --- | - | - | - | ------- | ----- | ------ |
| 1.                                                                                              | Kolumbien | 3   | 2 | 0 | 1 | 005:200 | +3    | 06     |
| 2.                                                                                              | Japan     | 3   | 1 | 1 | 1 | 004:400 | ±0    | 04     |
| 3.                                                                                              | Senegal   | 3   | 1 | 1 | 1 | 004:400 | ±0    | 04     |
| 4.                                                                                              | Polen     | 3   | 1 | 0 | 2 | 002:500 | −3    | 03     |
| Anmerkung: Japan mit vier gelben Karten vor Senegal mit sechs gelben Karten (Fair-Play-Wertung) |           |     |   |   |   |         |       |        |

|                                                                              |   |           |           |
| Di., 19. Juni 2018 um 15:00 Uhr (14:00 Uhr MESZ) in Saransk                  |   |           |           |
| Kolumbien                                                                    | – | Japan     | 1:2 (1:1) |
| Di., 19. Juni 2018 um 18:00 Uhr (17:00 Uhr MESZ) in Moskau (Spartak-Stadion) |   |           |           |
| Polen                                                                        | – | Senegal   | 1:2 (0:1) |
| So., 24. Juni 2018 um 20:00 Uhr (17:00 Uhr MESZ) in Jekaterinburg            |   |           |           |
| Japan                                                                        | – | Senegal   | 2:2 (1:1) |
| So., 24. Juni 2018 um 21:00 Uhr (20:00 Uhr MESZ) in Kasan                    |   |           |           |
| Polen                                                                        | – | Kolumbien | 0:3 (0:1) |
| Do., 28. Juni 2018 um 17:00 Uhr (16:00 Uhr MESZ) in Wolgograd                |   |           |           |
| Japan                                                                        | – | Polen     | 0:1 (0:0) |
| Do., 28. Juni 2018 um 18:00 Uhr (16:00 Uhr MESZ) in Samara                   |   |           |           |
| Senegal                                                                      | – | Kolumbien | 0:1 (0:0) |

## Finalrunde

### Überblick
|  | Achtelfinale    | Achtelfinale |            |         | Viertelfinale    | Viertelfinale |  |  | Halbfinale | Halbfinale |  |  | Finale | Finale |
|  |                 |              |            |         |                  |               |  |  |            |            |  |  |        |        |
|  |                 |              |            |         |                  |               |  |  |            |            |  |  |        |        |
|  | A1: Uruguay     | 2            |            |         |                  |               |  |  |            |            |  |  |        |        |
|  | A1: Uruguay     | 2            |            |         |                  |               |  |  |            |            |  |  |        |        |
|  | B2: Portugal    | 1            |            |         |                  |               |  |  |            |            |  |  |        |        |
|  | B2: Portugal    | 1            | Uruguay    | 0       |                  |               |  |  |            |            |  |  |        |        |
|  |                 |              | Uruguay    | 0       |                  |               |  |  |            |            |  |  |        |        |
|  |                 | Frankreich   | 2          |         |                  |               |  |  |            |            |  |  |        |        |
|  | C1: Frankreich  | Frankreich   | 2          | 4       |                  |               |  |  |            |            |  |  |        |        |
|  | C1: Frankreich  |              |            | 4       |                  |               |  |  |            |            |  |  |        |        |
|  | D2: Argentinien | 3            |            |         |                  |               |  |  |            |            |  |  |        |        |
|  | D2: Argentinien | 3            | Frankreich | 1       |                  |               |  |  |            |            |  |  |        |        |
|  |                 |              | Frankreich | 1       |                  |               |  |  |            |            |  |  |        |        |
|  |                 | Belgien      | 0          |         |                  |               |  |  |            |            |  |  |        |        |
|  | E1: Brasilien   | Belgien      | 0          | 2       |                  |               |  |  |            |            |  |  |        |        |
|  | E1: Brasilien   |              |            | 2       |                  |               |  |  |            |            |  |  |        |        |
|  | F2: Mexiko      | 0            |            |         |                  |               |  |  |            |            |  |  |        |        |
|  | F2: Mexiko      | 0            | Brasilien  | 1       |                  |               |  |  |            |            |  |  |        |        |
|  |                 |              | Brasilien  | 1       |                  |               |  |  |            |            |  |  |        |        |
|  |                 | Belgien      | 2          |         |                  |               |  |  |            |            |  |  |        |        |
|  | G1: Belgien     | Belgien      | 2          | 3       |                  |               |  |  |            |            |  |  |        |        |
|  | G1: Belgien     |              |            | 3       |                  |               |  |  |            |            |  |  |        |        |
|  | H2: Japan       | 2            |            |         |                  |               |  |  |            |            |  |  |        |        |
|  | H2: Japan       | 2            | Frankreich | 4       |                  |               |  |  |            |            |  |  |        |        |
|  |                 |              | Frankreich | 4       |                  |               |  |  |            |            |  |  |        |        |
|  |                 | Kroatien     | 2          |         |                  |               |  |  |            |            |  |  |        |        |
|  | B1: Spanien     | Kroatien     | 2          | 1 (3)   |                  |               |  |  |            |            |  |  |        |        |
|  | B1: Spanien     |              |            | 1 (3)   |                  |               |  |  |            |            |  |  |        |        |
|  | A2: Russland    | 1 (4)E       |            |         |                  |               |  |  |            |            |  |  |        |        |
|  | A2: Russland    | 1 (4)E       | Russland   | 2 (3)   |                  |               |  |  |            |            |  |  |        |        |
|  |                 |              | Russland   | 2 (3)   |                  |               |  |  |            |            |  |  |        |        |
|  |                 | Kroatien     | 12 (4)E    |         |                  |               |  |  |            |            |  |  |        |        |
|  | D1: Kroatien    | Kroatien     | 12 (4)E    | 1 (3)E  |                  |               |  |  |            |            |  |  |        |        |
|  | D1: Kroatien    |              |            | 1 (3)E  |                  |               |  |  |            |            |  |  |        |        |
|  | C2: Dänemark    | 1 (2)        |            |         |                  |               |  |  |            |            |  |  |        |        |
|  | C2: Dänemark    | 1 (2)        | Kroatien   | 12V     |                  |               |  |  |            |            |  |  |        |        |
|  |                 |              | Kroatien   | 12V     |                  |               |  |  |            |            |  |  |        |        |
|  |                 | England      | 1          |         |                  |               |  |  |            |            |  |  |        |        |
|  | F1: Schweden    | England      | 1          | 1       |                  |               |  |  |            |            |  |  |        |        |
|  | F1: Schweden    |              |            | 1       |                  |               |  |  |            |            |  |  |        |        |
|  | E2: Schweiz     | 0            |            |         |                  |               |  |  |            |            |  |  |        |        |
|  | E2: Schweiz     | 0            | Schweden   | 0       |                  |               |  |  |            |            |  |  |        |        |
|  |                 |              | Schweden   | 0       | Spiel um Platz 3 |               |  |  |            |            |  |  |        |        |
|  |                 | England      | 2          |         |                  |               |  |  |            |            |  |  |        |        |
|  | H1: Kolumbien   | England      | 2          | 1 (3)   | Belgien          | 2             |  |  |            |            |  |  |        |        |
|  | H1: Kolumbien   |              |            | 1 (3)   | Belgien          | 2             |  |  |            |            |  |  |        |        |
|  | G2: England     | 1 (4)E       |            | England | 0                |               |  |  |            |            |  |  |        |        |

V Sieg nach Verlängerung

E Sieg im Elfmeterschießen

### Achtelfinale
|                                                                                                |   |             |                                 |
| Sa., 30. Juni 2018 um 17:00 Uhr (16:00 Uhr MESZ) in Kasan (Kasan-Arena)                        |   |             |                                 |
| Frankreich                                                                                     | – | Argentinien | 4:3 (1:1)                       |
| Sa., 30. Juni 2018 um 21:00 Uhr (20:00 Uhr MESZ) in Sotschi (Olympiastadion Sotschi)           |   |             |                                 |
| Uruguay                                                                                        | – | Portugal    | 2:1 (1:0)                       |
| So., 1. Juli 2018 um 17:00 Uhr (16:00 Uhr MESZ) in Moskau (Olympiastadion Luschniki)           |   |             |                                 |
| Spanien                                                                                        | – | Russland    | 1:1 n. V. (1:1, 1:1), 3:4 i. E. |
| So., 1. Juli 2018 um 21:00 Uhr (20:00 Uhr MESZ) in Nischni Nowgorod (Stadion Nischni Nowgorod) |   |             |                                 |
| Kroatien                                                                                       | – | Dänemark    | 1:1 n. V. (1:1, 1:1), 3:2 i. E. |
| Mo., 2. Juli 2018 um 18:00 Uhr (16:00 Uhr MESZ) in Samara (Kosmos-Arena)                       |   |             |                                 |
| Brasilien                                                                                      | – | Mexiko      | 2:0 (0:0)                       |
| Mo., 2. Juli 2018 um 21:00 Uhr (20:00 Uhr MESZ) in Rostow am Don (Rostow-Arena)                |   |             |                                 |
| Belgien                                                                                        | – | Japan       | 3:2 (0:0)                       |
| Di., 3. Juli 2018 um 17:00 Uhr (16:00 Uhr MESZ) in Sankt Petersburg (Sankt-Petersburg-Stadion) |   |             |                                 |
| Schweden                                                                                       | – | Schweiz     | 1:0 (0:0)                       |
| Di., 3. Juli 2018 um 21:00 Uhr (20:00 Uhr MESZ) in Moskau (Spartak-Stadion)                    |   |             |                                 |
| Kolumbien                                                                                      | – | England     | 1:1 n. V. (1:1, 0:0), 3:4 i. E. |

### Viertelfinale
|                                                                                                |   |            |                                 |
| Fr., 6. Juli 2018 um 17:00 Uhr (16:00 Uhr MESZ) in Nischni Nowgorod (Stadion Nischni Nowgorod) |   |            |                                 |
| Uruguay                                                                                        | – | Frankreich | 0:2 (0:1)                       |
| Fr., 6. Juli 2018 um 21:00 Uhr (20:00 Uhr MESZ) in Kasan (Kasan-Arena)                         |   |            |                                 |
| Brasilien                                                                                      | – | Belgien    | 1:2 (0:2)                       |
| Sa., 7. Juli 2018 um 18:00 Uhr (16:00 Uhr MESZ) in Samara (Kosmos-Arena)                       |   |            |                                 |
| Schweden                                                                                       | – | England    | 0:2 (0:1)                       |
| Sa., 7. Juli 2018 um 21:00 Uhr (20:00 Uhr MESZ) in Sotschi (Olympiastadion Sotschi)            |   |            |                                 |
| Russland                                                                                       | – | Kroatien   | 2:2 n. V. (1:1, 1:1), 3:4 i. E. |

### Halbfinale
|                                                                                                 |   |         |                      |
| Di., 10. Juli 2018 um 21:00 Uhr (20:00 Uhr MESZ) in Sankt Petersburg (Sankt-Petersburg-Stadion) |   |         |                      |
| Frankreich                                                                                      | – | Belgien | 1:0 (0:0)            |
| Mi., 11. Juli 2018 um 21:00 Uhr (20:00 Uhr MESZ) in Moskau (Olympiastadion Luschniki)           |   |         |                      |
| Kroatien                                                                                        | – | England | 2:1 n. V. (1:1, 0:1) |

### Spiel um Platz 3
|                                                                                                 |   |         |           |
| Sa., 14. Juli 2018 um 17:00 Uhr (16:00 Uhr MESZ) in Sankt Petersburg (Sankt-Petersburg-Stadion) |   |         |           |
| Belgien                                                                                         | – | England | 2:0 (1:0) |

### Finale

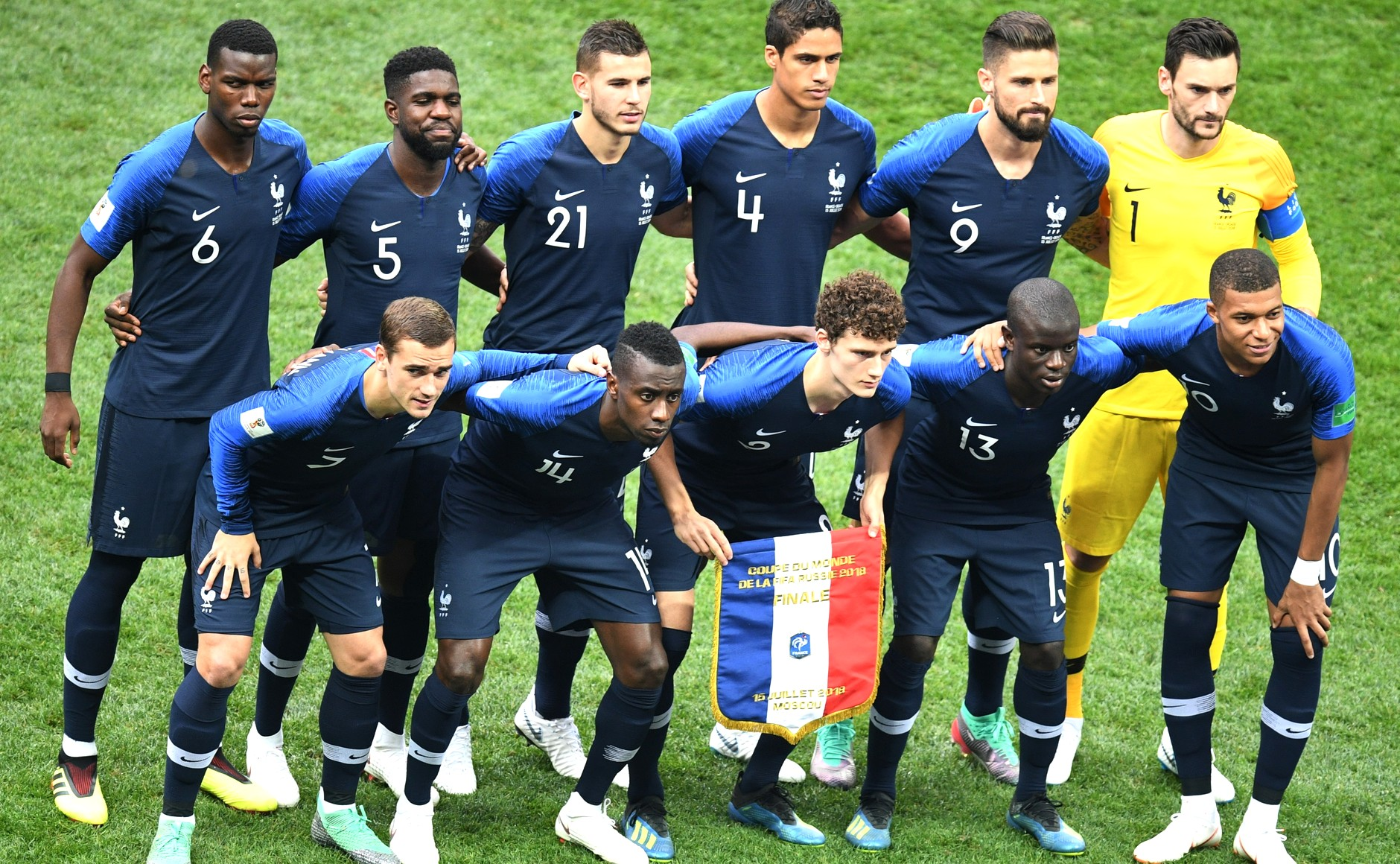
Die französische Nationalmannschaft vor dem Finalspiel gegen Kroatien

| Frankreich                                                                            | Frankreich | Kroatien | Kroatien | Aufstellung                           |
| ------------------------------------------------------------------------------------- | --- | --- | -------- | ------------------------------------- |
| Frankreich                                                                            | \| Finale \| \| So., 15. Juli 2018 um 18:00 Uhr (17:00 Uhr MESZ) in Moskau (Olympiastadion Luschniki) \| \| Ergebnis: 4:2 (2:1) \| \| Zuschauer: 78.011 \| \| Schiedsrichter: Néstor Pitana ( Argentinien) 1 \| \| Spielbericht \|                                      | \| Finale \| \| So., 15. Juli 2018 um 18:00 Uhr (17:00 Uhr MESZ) in Moskau (Olympiastadion Luschniki) \| \| Ergebnis: 4:2 (2:1) \| \| Zuschauer: 78.011 \| \| Schiedsrichter: Néstor Pitana ( Argentinien) 1 \| \| Spielbericht \|      | Kroatien | Aufstellung Frankreich gegen Kroatien |
| Frankreich                                                                            | Hugo Lloris – Benjamin Pavard, Raphaël Varane, Samuel Umtiti, Lucas Hernández – Paul Pogba, N’Golo Kanté (55. Steven Nzonzi) – Kylian Mbappé, Antoine Griezmann, Blaise Matuidi (73. Corentin Tolisso) – Olivier Giroud (81. Nabil Fekir) Cheftrainer: Didier Deschamps | Danijel Subašić – Šime Vrsaljko, Dejan Lovren, Domagoj Vida, Ivan Strinić (82. Marko Pjaca) – Ivan Rakitić, Marcelo Brozović – Ante Rebić (71. Andrej Kramarić), Luka Modrić , Ivan Perišić – Mario Mandžukić Cheftrainer: Zlatko Dalić | Kroatien | Aufstellung Frankreich gegen Kroatien |
| Frankreich                                                                            | 1:0 Mandžukić (18., Eigentor) 2:1 Griezmann (38., Handelfmeter) 3:1 Pogba (59.) 4:1 Mbappé (65.) | 1:1 Perišić (28.) 4:2 Mandžukić (69.) | Kroatien | Aufstellung Frankreich gegen Kroatien |
| Frankreich                                                                            | Kanté (27.), Hernández (41.) | Vrsaljko (90.+2′) | Kroatien | Aufstellung Frankreich gegen Kroatien |
| Frankreich                                                                            | Spieler des Spiels: Antoine Griezmann (Frankreich) | | Kroatien | Aufstellung Frankreich gegen Kroatien |
| Finale                                                                                | | |          |                                       |
| So., 15. Juli 2018 um 18:00 Uhr (17:00 Uhr MESZ) in Moskau (Olympiastadion Luschniki) | | |          |                                       |
| Ergebnis: 4:2 (2:1)                                                                   | | |          |                                       |
| Zuschauer: 78.011                                                                     | | |          |                                       |
| Schiedsrichter: Néstor Pitana ( Argentinien) 1                                        | | |          |                                       |
| Spielbericht                                                                          | | |          |                                       |

## Beste Torschützen
Für die vollständige Torschützenliste siehe Fußball-Weltmeisterschaft 2018/Statistik#Torschützen.
Die Reihenfolge der Einzelspieler richtet sich nach den Kriterien der FIFA für den „Goldenen Schuh“, nach denen zur Ermittlung des Torschützenkönigs bei gleicher Toranzahl die Zahl der Vorlagen und die Spielminuten ausschlaggebend sind. Bei der Weltmeisterschaft hatten folgende Torschützen mindestens drei Tore erzielt oder spielten für Deutschland oder die Schweiz:
| Rang | Spieler                             | Tore | Vorlagen | Spielzeit |
| ---- | ----------------------------------- | ---- | -------- | --------- |
| 01   | Harry Kane „Goldener Schuh“         | 6    | 0        | 573       |
| 02   | Antoine Griezmann „Silberner Schuh“ | 4    | 2        | 570       |
| 03   | Romelu Lukaku „Bronzener Schuh“     | 4    | 1        | 476       |
| 04   | Denis Tscheryschew                  | 4    | 0        | 304       |
| 05   | Cristiano Ronaldo                   | 4    | 0        | 360       |
| 06   | Kylian Mbappé                       | 4    | 0        | 534       |
| 07   | Artjom Dsjuba                       | 3    | 2        | 333       |
| 08   | Eden Hazard                         | 3    | 2        | 518       |
| 09   | Mario Mandžukić                     | 3    | 1        | 608       |
| 10   | Ivan Perišić                        | 3    | 1        | 632       |
| 11   | Yerry Mina                          | 3    | 0        | 300       |
| 12   | Diego Costa                         | 3    | 0        | 320       |
| 13   | Edinson Cavani                      | 3    | 0        | 343       |
| …    |                                     |      |          |           |
| 35   | Marco Reus                          | 1    | 1        | 210       |
| …    |                                     |      |          |           |
| 46   | Xherdan Shaqiri                     | 1    | 1        | 351       |
| …    |                                     |      |          |           |
| 61   | Josip Drmić                         | 1    | 0        | 112       |
| …    |                                     |      |          |           |
| 74   | Steven Zuber                        | 1    | 0        | 252       |
| …    |                                     |      |          |           |
| 80   | Toni Kroos                          | 1    | 0        | 270       |
| …    |                                     |      |          |           |
| 92   | Blerim Džemaili                     | 1    | 0        | 326       |
| …    |                                     |      |          |           |
| 95   | Granit Xhaka                        | 1    | 0        | 360       |

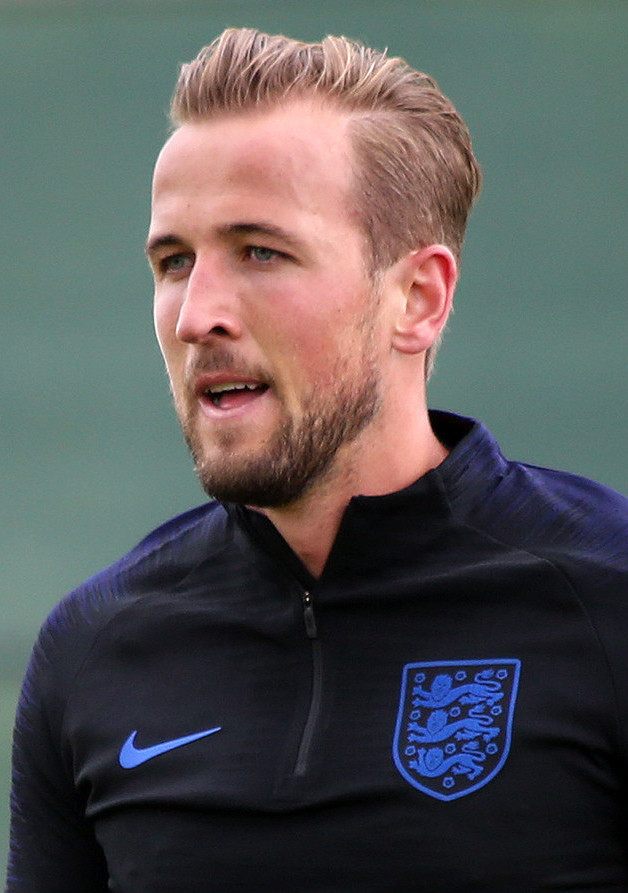
Gewinner des „Goldenen Schuhs“:
Harry Kane

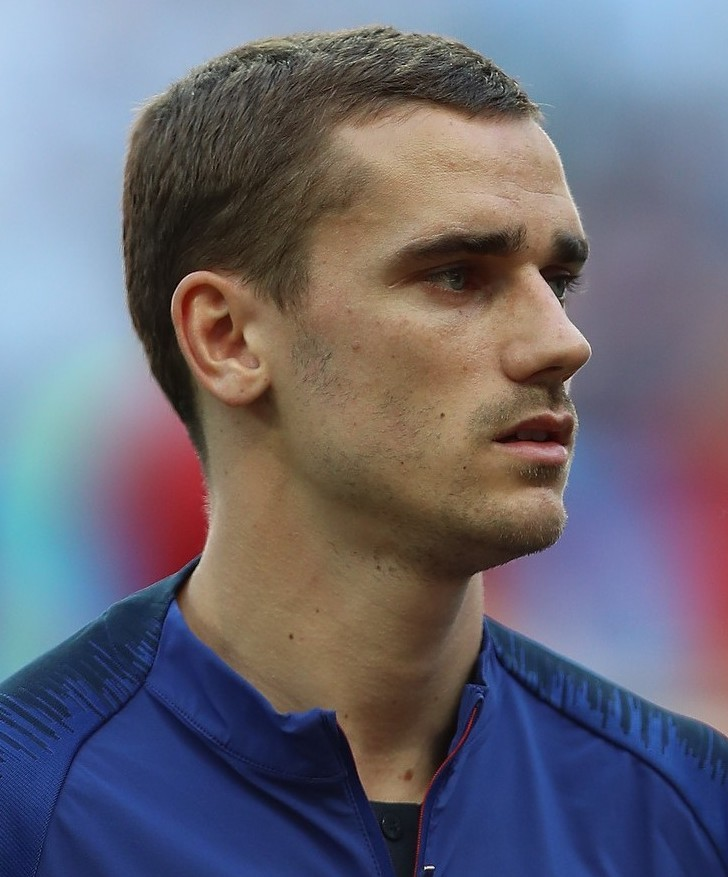
Gewinner des „Silbernen Schuhs“:
Antoine Griezmann

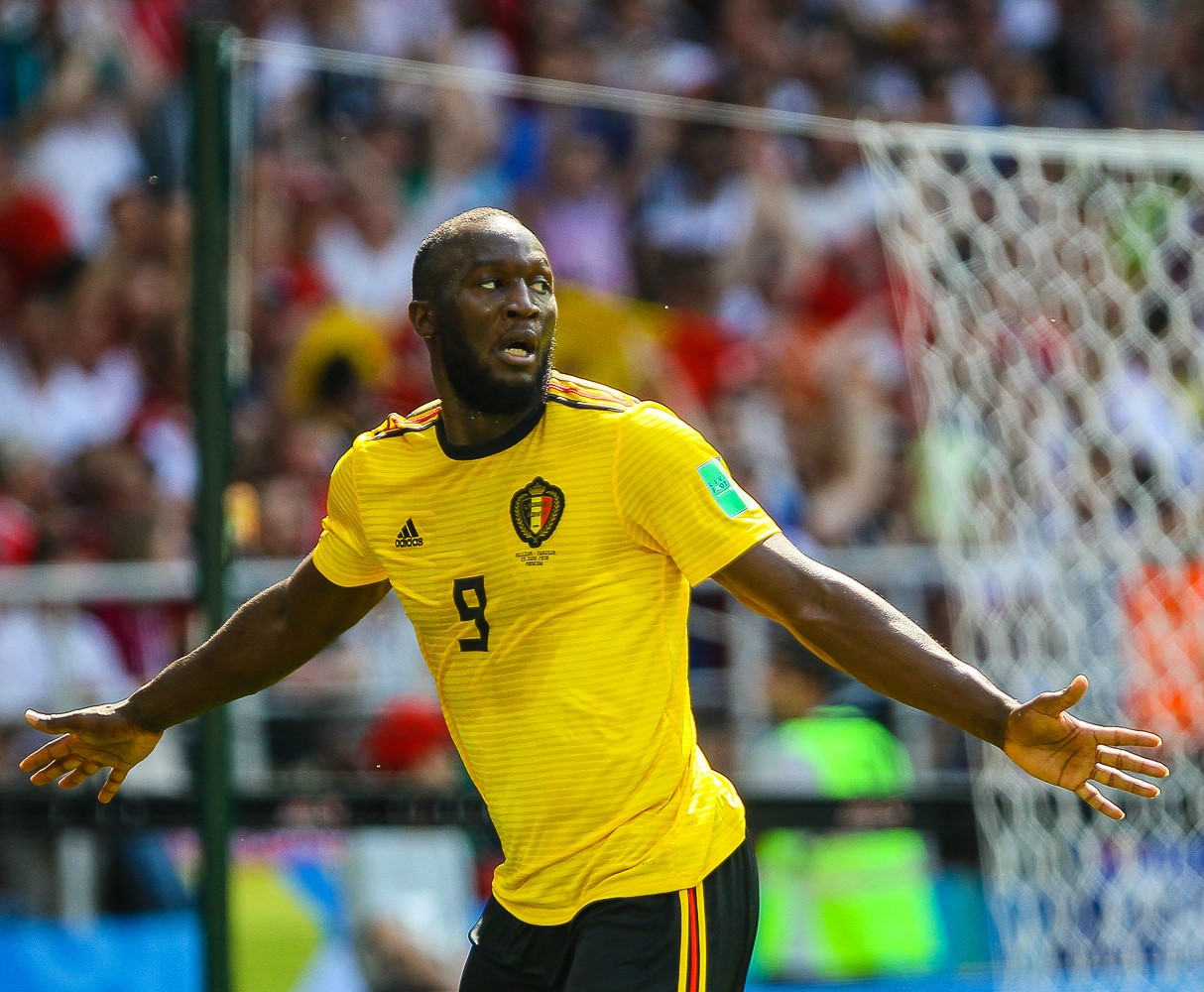
Gewinner des „Bronzenen Schuhs“:
Romelu Lukaku

Zu diesen Torschützen kommen 13 weitere mit je zwei Toren und 77 weitere  mit je einem Tor sowie zwölf Eigentore.

## Auszeichnungen

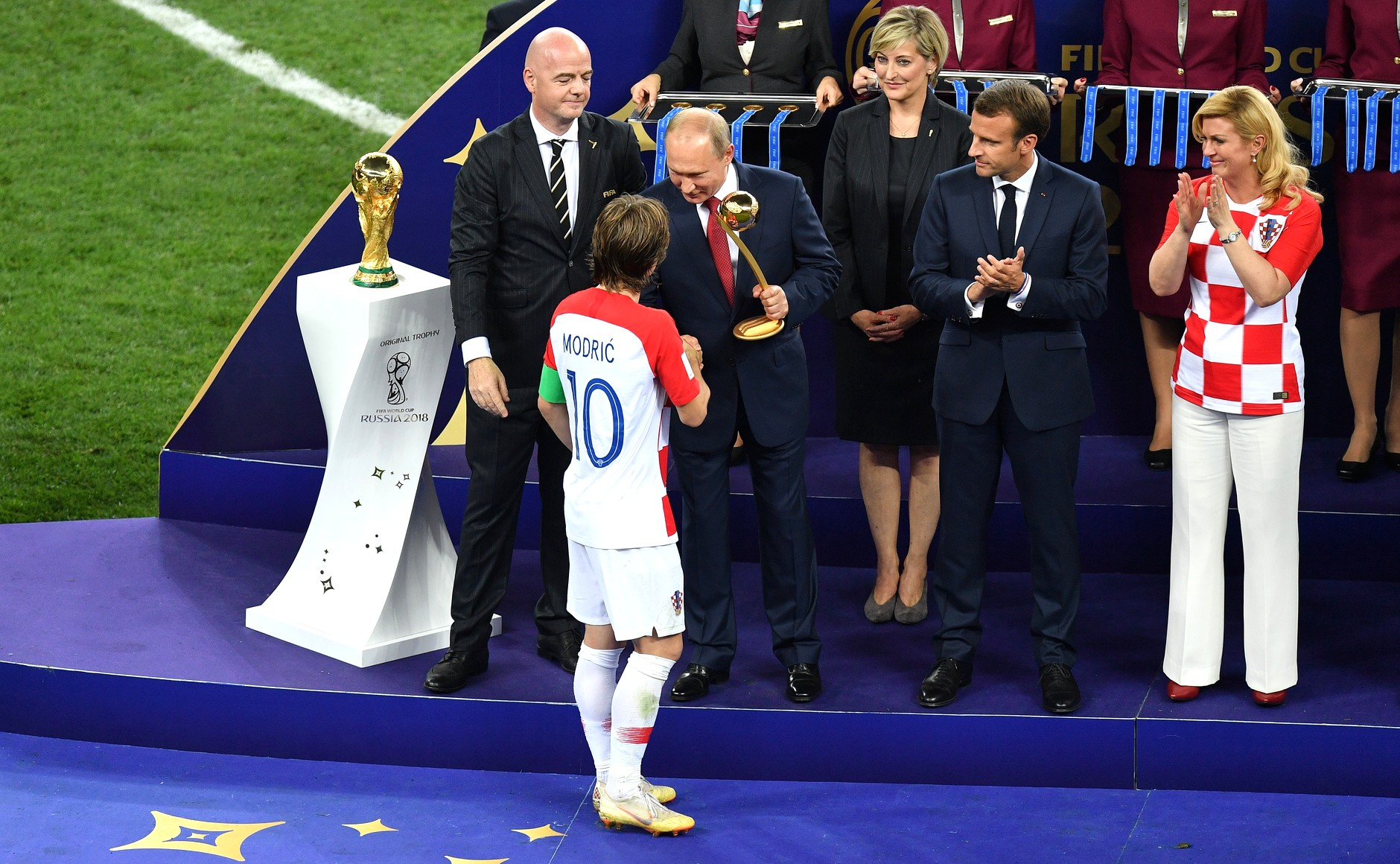
Luka Modrić bei der Siegerehrung zum besten Spieler der WM 2018. Wladimir Putin überreicht ihm die Auszeichnung, den Goldenen Ball.

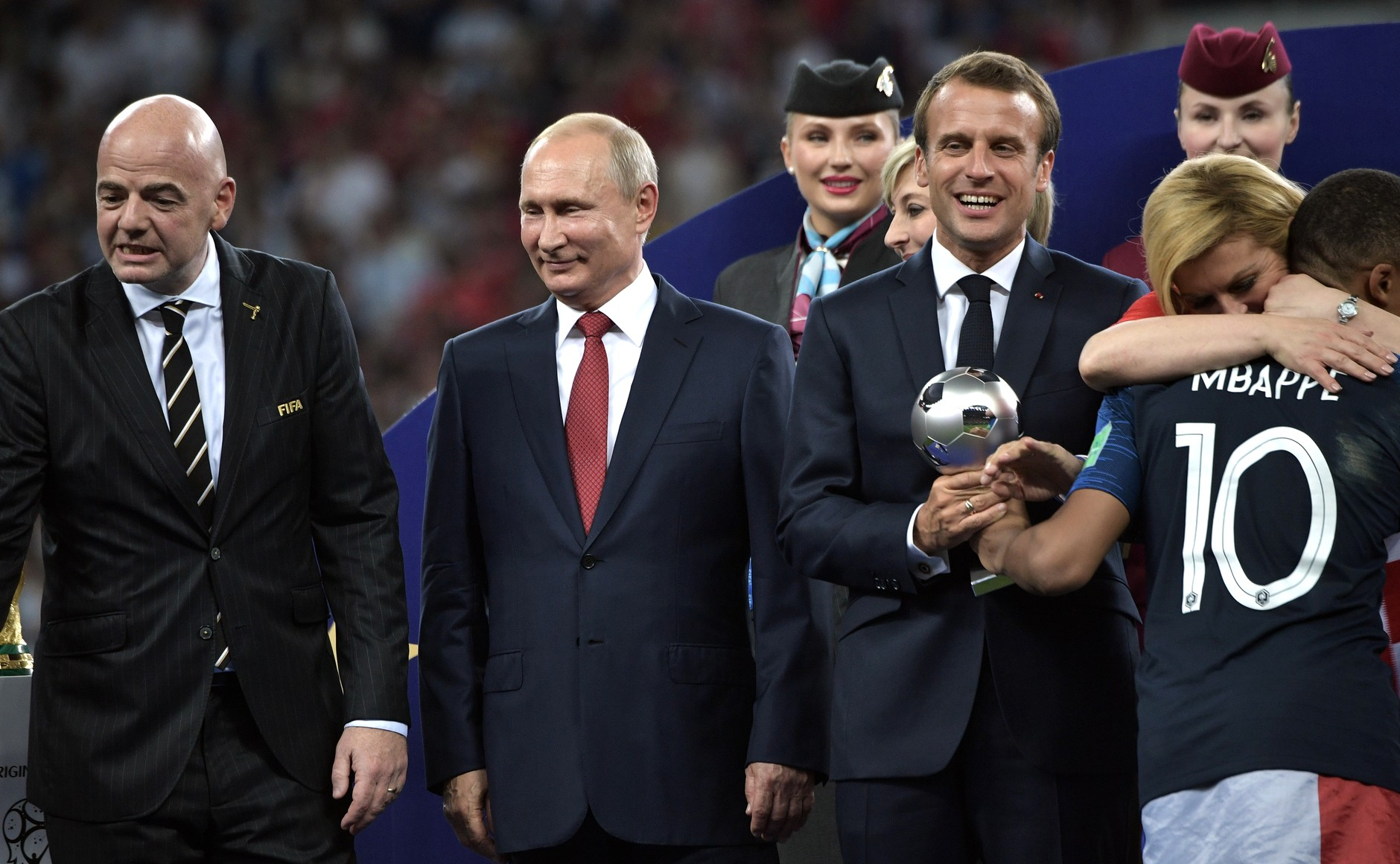
Kylian Mbappé bei der Siegerehrung zum besten Nachwuchsspieler der WM 2018. Emmanuel Macron überreicht ihm die Auszeichnung.

### Goldener Ball
Luka Modrić wurde von der „technischen Studiengruppe“ der FIFA zum besten Spieler der WM-Endrunde gewählt und erhielt den Goldenen Ball, gefolgt von Eden Hazard (Silberner Ball) und Antoine Griezmann (Bronzener Ball).

### Goldener Handschuh
Der belgische Torhüter Thibaut Courtois wurde von der FIFA zum besten Torhüter des Turniers gewählt.

### Fairplay-Trophäe
Die spanische Mannschaft wurde von der FIFA mit der Fairplay-Trophäe ausgezeichnet.

### Bester junger Spieler
Der französische Spieler Kylian Mbappé wurde von der FIFA zum besten Nachwuchsspieler des Turniers bestimmt.

### Tor des Turniers
Das Tor des Franzosen Benjamin Pavard im Achtelfinale gegen Argentinien wurde zum Tor des Turniers gewählt.

## Dream Team
In einer Internet-Abstimmung wurde auf der Website der FIFA das sogenannte „Dream Team“ ermittelt. Dabei erreichte Luka Modrić mit 50,5 % die meisten Stimmen.
| Torhüter         | Abwehrspieler                                   | Mittelfeldspieler                             | Stürmer                                    |
| ---------------- | ----------------------------------------------- | --------------------------------------------- | ------------------------------------------ |
| Thibaut Courtois | Raphaël Varane Thiago Silva Diego Godín Marcelo | Luka Modrić Philippe Coutinho Kevin De Bruyne | Kylian Mbappé Harry Kane Cristiano Ronaldo |

## Video-Assistent
Am 16. März 2018 wurde von der FIFA entschieden, dass bei der Weltmeisterschaft in Russland erstmals der Video-Assistent eingesetzt wird. Der Schiedsrichter kann somit bei strittigen Szenen – auf Tore, Elfmeter, Rote Karten und Spielerverwechslungen beschränkt – per Funk Rücksprache mit dem Video-Assistenten halten und sich gegebenenfalls auch Videoaufzeichnungen an einem Monitor am Spielfeldrand ansehen, bevor eine Entscheidung endgültig gefällt wird. Im April 2018 gab die FIFA bekannt, dass den Video-Assistenten alle verfügbaren Fernsehkameras und zwei zusätzliche Abseitskameras zur Verfügung stehen werden. Die Video-Assistenten sitzen bei allen WM-Spielen in einem Moskauer Studio (dem sog. „Video Operations Room“) und werden dort Funkkontakt mit den Schiedsrichtern in den Stadien halten. Dabei sollen die Zuschauer die Kommunikation zwischen dem Video-Assistenten und dem Schiedsrichter zu hören bekommen, wenn ein Vorfall überprüft werden muss. Sobald der Schiedsrichter eine Entscheidung getroffen hat, sollen auf den Stadionleinwänden und Fernsehbildschirmen eine Grafik („Goal Given“, „Goal Disallowed“, „Penalty Given“, „Penalty Not Given“, „Red Card Given“, „Red Card Not Given“ oder „Mistaken Identity“) eingeblendet werden und die Wiederholungen der Szene zu sehen sein. Zusätzlich sollen die Zuschauer über die Gründe der Entscheidung informiert werden.
Dabei kommt pro Spiel ein Video-Assistenten-Team (VAR-Team) zum Einsatz. Dieses besteht neben dem Video-Assistenten (VAR) aus drei weiteren Schiedsrichterassistenten (AVAR1, AVAR2 und AVAR3). Der Video-Assistent leitet das VAR-Team, verfolgt das Spiel, überprüft die Vorfälle aus allen geeigneten Kamerawinkeln und kommuniziert mit dem Schiedsrichter im Stadion. Der Assistent AVAR1 verfolgt das Spiel und unterstützt den Video-Assistenten während eines Vorfalls, indem er das Live-Geschehen während einer Überprüfung beobachtet und den Video-Assistenten darüber informiert. Der Assistent AVAR2 ist nur für die Bewertung von Abseitssituationen zuständig. Der Assistent AVAR3 ist der Verbindungsmann zwischen dem Video-Assistenten und AVAR2 und leitet die Informationen weiter. Zusätzlich unterstützt er den Video-Assistenten bei der Beurteilung eines Vorfalls und beobachtet die Fernsehbilder.
Dem VAR-Team stehen vier technische Assistenten, die sogenannten Operatoren, zur Seite. Diese wählen die besten Kamerawinkel für das VAR-Team aus. Am 30. April 2018 nominierte die FIFA 13 Schiedsrichter, die ausschließlich als Video-Assistenten eingesetzt werden. Dabei sind Bastian Dankert und Felix Zwayer aus einem deutschsprachigen Land nominiert worden. Darüber hinaus werden auch einige Schiedsrichter und Schiedsrichterassistenten, die bereits Ende März 2018 für die Weltmeisterschaft nominiert wurden und im Stadion zum Einsatz kommen, als Video-Assistenten eingesetzt.
Technischer Leiter des Video Operations Room ist der Deutsche Johannes Holzmüller, bei der FIFA zuständig für technische Innovationen.
Die Schiedsrichter haben von der FIFA Anweisungen erhalten, wann „sie Informationen vom Video-Assistenten ohne weitere Prüfung akzeptieren können und in welchen Situationen Videoaufnahmen am Spielfeldrand angeschaut werden müssen, bevor sie eine Entscheidung treffen“:
|                         | Überprüfung am Spielfeldrand (zur Auslegung)                                      | Information vom Video-Assistenten (für faktische Entscheidungen)                                                                                   |
| ----------------------- | --------------------------------------------------------------------------------- | --- |
| Tore                    | - Foul durch einen angreifenden Spieler - Behinderung bei Abseitspositionen       | - Abseitsposition vor einem Tor - Ball aus dem Spiel vor einem Tor                                                                                 |
| Strafstoßentscheidungen | - Vergehen, die zu einem Strafstoß führen - Foul durch einen angreifenden Spieler | - Foul inner- oder außerhalb des Strafraums - Ball aus dem Spiel vor einer Strafstoßentscheidung - Abseitsposition vor einer Strafstoßentscheidung |
| Sonstiges               | - Alle Vorfälle im Zusammenhang mit Feldverweisen                                 | - Alle Fälle von Spielerverwechslungen |

Nach dem Ende der Gruppenphase zog die FIFA ein erstes Zwischenfazit, nach dem durch den Video-Assistenten 99,3 % der 335 Überprüfungen zu einer korrekten Entscheidung geführt hätten, ohne den Video-Assistenten hätte diese Quote bei 95 % gelegen.

## Schiedsrichter

### Hauptschiedsrichter
Am 29. März 2018 nominierte die FIFA 36 Schiedsrichter plus 63 Schiedsrichterassistenten. Felix Brych war wie schon 2014 der einzige Schiedsrichter aus einem deutschsprachigen Land. Als Assistenten begleiteten ihn erneut Mark Borsch und Stefan Lupp.
Der Schiedsrichter Fahad al-Mirdasi (Saudi-Arabien) wurde Ende Mai 2018 lebenslänglich gesperrt, da er vor dem Endspiel des saudi-arabischen King Cups zwischen dem Ittihad FC und dem al-Faisaly FC Bestechungsgeld vom Ittihad-Präsidenten gefordert habe. Seine Schiedsrichter-Assistenten Mohammed al-Abakry und Abdulah al-Shalwai wurden ebenfalls vom Turnier zurückgezogen. Es wurde kein neuer Schiedsrichter nachnominiert. Das FIFA-Schiedsrichterkomitee nominierte stattdessen zwei Schiedsrichter-Assistenten, um das Schiedsrichterteam von Mohammed Abdullah Hassan Mohammed (Vereinigte Arabische Emirate) bzw. Ryūji Satō (Japan) zu vervollständigen: Hasan al-Mahri (Vereinigte Arabische Emirate) und Hiroshi Yamauchi (Japan).
Am 7. Juni 2018 wurde bekannt, dass auch der kenianische Schiedsrichterassistent Marwa Range in Bestechungsvorwürfe verwickelt sei. Dieser soll ein Geschenk von rund 600 US-Dollar angenommen haben, während der BBC-Journalist Anas Anas dies filmte. Daraufhin wurde er ohne offizielles Statement der FIFA von der Liste der Linienrichter gestrichen. Über eine Teilnahme seines weiteren Teams, bestehend aus dem gambischen Schiedsrichter Bakary Gassama und dem burundischen Assistenten Jean-Claude Birumushahu, wurde im Anschluss diskutiert. Die Arbeit der Journalisten führte zum Rücktritt des CAF-Vizepräsidenten Kwesi Nyantakyi wegen Korruption sowie zur Sperre von Range und 21 weiteren afrikanischen Schiedsrichtern Anfang Juli 2018.
| Verband  | Schiedsrichter                    | Land                         | Assistent 1             | Assistent 2                         | Spiele |    |   |   | Spiele als 4O | Spiele als VAR |
| -------- | --------------------------------- | ---------------------------- | ----------------------- | ----------------------------------- | ------ | -- | - | - | ------------- | -------------- |
| AFC      | Fahad al-Mirdasi 1                | Saudi-Arabien                | Mohammed al-Abakry 1    | Abdullah al-Shalwai 1               | –      | –  | – | – | –             | –              |
| AFC      | Alireza Faghani                   | Iran                         | Mohammadreza Mansouri   | Reza Sokhandan                      | 4      | 18 | 0 | 0 | 1             | 0              |
| AFC      | Ravshan Ermatov 3                 | Usbekistan                   | Abdukhamidullo Rasulov  | Jakhongir Saidov                    | 2      | 13 | 0 | 0 | 0             | 0              |
| AFC      | Mohammed Abdullah Hassan Mohammed | Vereinigte Arabische Emirate | Mohamed al-Hammadi      | Hasan al-Mahri                      | 1      | 4  | 0 | 0 | 3             | 0              |
| AFC      | Ryūji Satō                        | Japan                        | Toru Sagara             | Hiroshi Yamauchi                    | 0      | 0  | 0 | 0 | 4             | 0              |
| AFC      | Nawaf Shukralla                   | Bahrain                      | Yaser Tulefat           | Taleb al-Marri                      | 2      | 9  | 0 | 0 | 2             | 0              |
| CAF      | Mehdi Abid Charef                 | Algerien                     |                         |                                     | 0      | 0  | 0 | 0 | 4             | 0              |
| CAF      | Malang Diedhiou                   | Senegal                      | Djibril Camara          | El Hadji Samba                      | 3      | 7  | 1 | 0 | 1             | 0              |
| CAF      | Bakary Gassama                    | Gambia                       | Jean-Claude Birumushahu | Marwa Range 2 / Abdelhak Etchiali 5 | 1      | 3  | 0 | 0 | 1             | 0              |
| CAF      | Ghead Grisha                      | Ägypten                      | Redouane Achik          | Waleed Ahmed                        | 1      | 4  | 0 | 0 | 0             | 0              |
| CAF      | Janny Sikazwe                     | Sambia                       | Jerson Dos Santos       | Zakhele Siwela                      | 2      | 9  | 0 | 0 | 2             | 0              |
| CAF      | Bamlak Weyesa                     | Äthiopien                    | Anouar Hmila            |                                     | 0      | 0  | 0 | 0 | 4             | 0              |
| CONCACAF | Joel Aguilar                      | El Salvador                  | Juan Zumba              | Juan Mora 6                         | 1      | 3  | 0 | 0 | 0             | 0              |
| CONCACAF | Mark Geiger                       | Vereinigte Staaten           | Frank Anderson          | Joe Fletcher                        | 3      | 14 | 0 | 0 | 0             | 8              |
| CONCACAF | Jair Marrufo                      | Vereinigte Staaten           | Corey Rockwell          | Juan Zumba 7                        | 1      | 1  | 0 | 0 | 3             | 5              |
| CONCACAF | Ricardo Montero                   | Costa Rica                   |                         |                                     | 0      | 0  | 0 | 0 | 4             | 0              |
| CONCACAF | John Pitti                        | Panama                       | Gabriel Victoria        |                                     | 0      | 0  | 0 | 0 | 4             | 0              |
| CONCACAF | César Ramos                       | Mexiko                       | Miguel Hernández        | Marvin Torrentera                   | 3      | 7  | 0 | 0 | 1             | 0              |
| CONMEBOL | Julio Bascuñán                    | Chile                        | Carlos Astroza          | Christian Schiemann                 | 0      | 0  | 0 | 0 | 5             | 0              |
| CONMEBOL | Enrique Cáceres                   | Paraguay                     | Eduardo Cardozo         | Juan Zorrilla                       | 2      | 8  | 0 | 0 | 1             | 0              |
| CONMEBOL | Andrés Cunha 8                    | Uruguay                      | Mauricio Espinosa       | Nicolas Taran                       | 3      | 11 | 0 | 0 | 2             | 0              |
| CONMEBOL | Néstor Pitana 4                   | Argentinien                  | Hernán Maidana          | Juan Pablo Belatti                  | 5      | 15 | 0 | 0 | 0             | 0              |
| CONMEBOL | Sandro Ricci                      | Brasilien                    | Emerson de Carvalho     | Marcelo van Gasse                   | 3      | 9  | 0 | 0 | 1             | 2              |
| CONMEBOL | Wilmar Roldán                     | Kolumbien                    | Cristian De La Cruz     | Alexander Guzmán                    | 2      | 3  | 0 | 0 | 1             | 0              |
| OFC      | Matthew Conger                    | Neuseeland                   | Simon Lount             | Tevita Makasini                     | 1      | 1  | 0 | 0 | 1             | 0              |
| OFC      | Norbert Hauata                    | Tahiti                       | Bertrand Brial          |                                     | 0      | 0  | 0 | 0 | 4             | 0              |
| UEFA     | Felix Brych                       | Deutschland                  | Stefan Lupp             | Mark Borsch                         | 1      | 5  | 0 | 0 | 0             | 0              |
| UEFA     | Cüneyt Çakır 8                    | Türkei                       | Bahattin Duran          | Tarık Ongun                         | 3      | 12 | 0 | 0 | 1             | 0              |
| UEFA     | Sergei Karassjow                  | Russland                     | Anton Awerjanow         | Tichon Kalugin                      | 1      | 6  | 0 | 0 | 2             | 0              |
| UEFA     | Björn Kuipers                     | Niederlande                  | Sander van Roekel       | Erwin Zeinstra                      | 4      | 11 | 0 | 0 | 3             | 0              |
| UEFA     | Milorad Mažić                     | Serbien                      | Milovan Ristić          | Dalibor Đurđević                    | 3      | 10 | 0 | 0 | 1             | 0              |
| UEFA     | Szymon Marciniak                  | Polen                        | Tomasz Listkiewicz      | Paweł Sokolnicki                    | 2      | 2  | 1 | 0 | 0             | 4              |
| UEFA     | Gianluca Rocchi                   | Italien                      | Elenito Di Liberatore   | Mauro Tonolini                      | 3      | 13 | 0 | 0 | 1             | 3              |
| UEFA     | Antonio Mateu Lahoz               | Spanien                      | Pau Cebrián Devís       | Roberto Díaz Pérez                  | 2      | 7  | 0 | 0 | 3             | 0              |
| UEFA     | Damir Skomina                     | Slowenien                    | Jure Praprotnik         | Robert Vukan                        | 3      | 8  | 0 | 2 | 1             | 0              |
| UEFA     | Clément Turpin                    | Frankreich                   | Nicolas Danos           | Cyril Gringore                      | 2      | 6  | 0 | 0 | 1             | 6              |

### Video-Assistenten (VAR)
Am 30. April nominierte die FIFA 13 Schiedsrichter, die ausschließlich als Video-Assistenten eingesetzt wurden. Darüber hinaus wurden auch einige Schiedsrichter und Schiedsrichterassistenten, die im Stadion zum Einsatz kamen, als Video-Assistenten eingesetzt (Schiedsrichter siehe Tabelle oben, Schiedsrichterassistenten in dieser Tabelle mit ‡ markiert).
| Verband  | Schiedsrichter            | Land               | Spiele | Anmerkungen                   |
| -------- | ------------------------- | ------------------ | ------ | ----------------------------- |
| AFC      | Abdulrahman al-Jassim     | Katar              | 3      | 2 Einsätze als 4. Offizieller |
| AFC      | Taleb al-Marri ‡          | Katar              | 2      |                               |
| CONCACAF | Joe Fletcher ‡            | Kanada             | 6      | Spiel um Platz 3              |
| CONCACAF | Corey Rockwell ‡          | Vereinigte Staaten | 2      |                               |
| CONMEBOL | Carlos Astroza ‡          | Chile              | 18     | Eröffnungsspiel und Finale    |
| CONMEBOL | Emerson de Carvalho ‡     | Brasilien          | 1      |                               |
| CONMEBOL | Alexander Guzmán ‡        | Kolumbien          | 1      |                               |
| CONMEBOL | Hernán Maidana ‡          | Argentinien        | 4      |                               |
| CONMEBOL | Gery Vargas               | Bolivien           | 8      |                               |
| CONMEBOL | Mauro Vigliano            | Argentinien        | 15     | Eröffnungsspiel und Finale    |
| CONMEBOL | Wilton Sampaio            | Brasilien          | 8      |                               |
| OFC      | Simon Lount ‡             | Neuseeland         | 1      |                               |
| UEFA     | Mark Borsch ‡             | Deutschland        | 8      |                               |
| UEFA     | Bastian Dankert           | Deutschland        | 17     | Spiel um Platz 3              |
| UEFA     | Artur Dias Soares         | Portugal           | 8      |                               |
| UEFA     | Roberto Díaz Pérez ‡      | Spanien            | 6      |                               |
| UEFA     | Elenito Di Liberatore ‡   | Italien            | 3      |                               |
| UEFA     | Paweł Gil                 | Polen              | 16     |                               |
| UEFA     | Cyril Gringore ‡          | Frankreich         | 4      |                               |
| UEFA     | Massimiliano Irrati       | Italien            | 17     | Eröffnungsspiel und Finale    |
| UEFA     | Tiago Bruno Lopes Martins | Portugal           | 9      |                               |
| UEFA     | Danny Makkelie            | Niederlande        | 18     | Finale                        |
| UEFA     | Daniele Orsato            | Italien            | 15     | Eröffnungsspiel               |
| UEFA     | Paweł Sokolnicki ‡        | Polen              | 3      |                               |
| UEFA     | Paolo Valeri              | Italien            | 14     | Spiel um Platz 3              |
| UEFA     | Sander van Roekel ‡       | Niederlande        | 3      |                               |
| UEFA     | Felix Zwayer              | Deutschland        | 16     |                               |

## Preisgelder
Der FIFA Weltverband schüttet 400 Mio. US-Dollar an Preisgeld (Vergleich 2002: 134 Mio. US-Dollar) und 48 Mio. US-Dollar an Vorbereitungsgeldern an die teilnehmenden Verbände aus. Die Staffelung der Preisgelder ist in der Tabelle aufgeschlüsselt. Außerdem werden weitere 209 Mio. US-Dollar über das „Club Benefits Programme“ vergeben. Diese Gelder erhalten die Clubs der am Turnier beteiligten Spieler.
| Vorbereitungsgelder               | je 1,5 Mio. US-Dollar |
| Ausscheiden nach der Gruppenphase | 8 Mio. US-Dollar      |
| Ausscheiden im Achtelfinale       | 12 Mio. US-Dollar     |
| Ausscheiden im Viertelfinale      | 16 Mio. US-Dollar     |
| Vierter                           | 22 Mio. US-Dollar     |
| Dritter                           | 24 Mio. US-Dollar     |
| Vize-Weltmeister                  | 28 Mio. US-Dollar     |
| Weltmeister                       | 38 Mio. US-Dollar     |
| Σ max. 448 Mio. US-Dollar         |                       |

## Geldstrafen wegen Fehlverhaltens

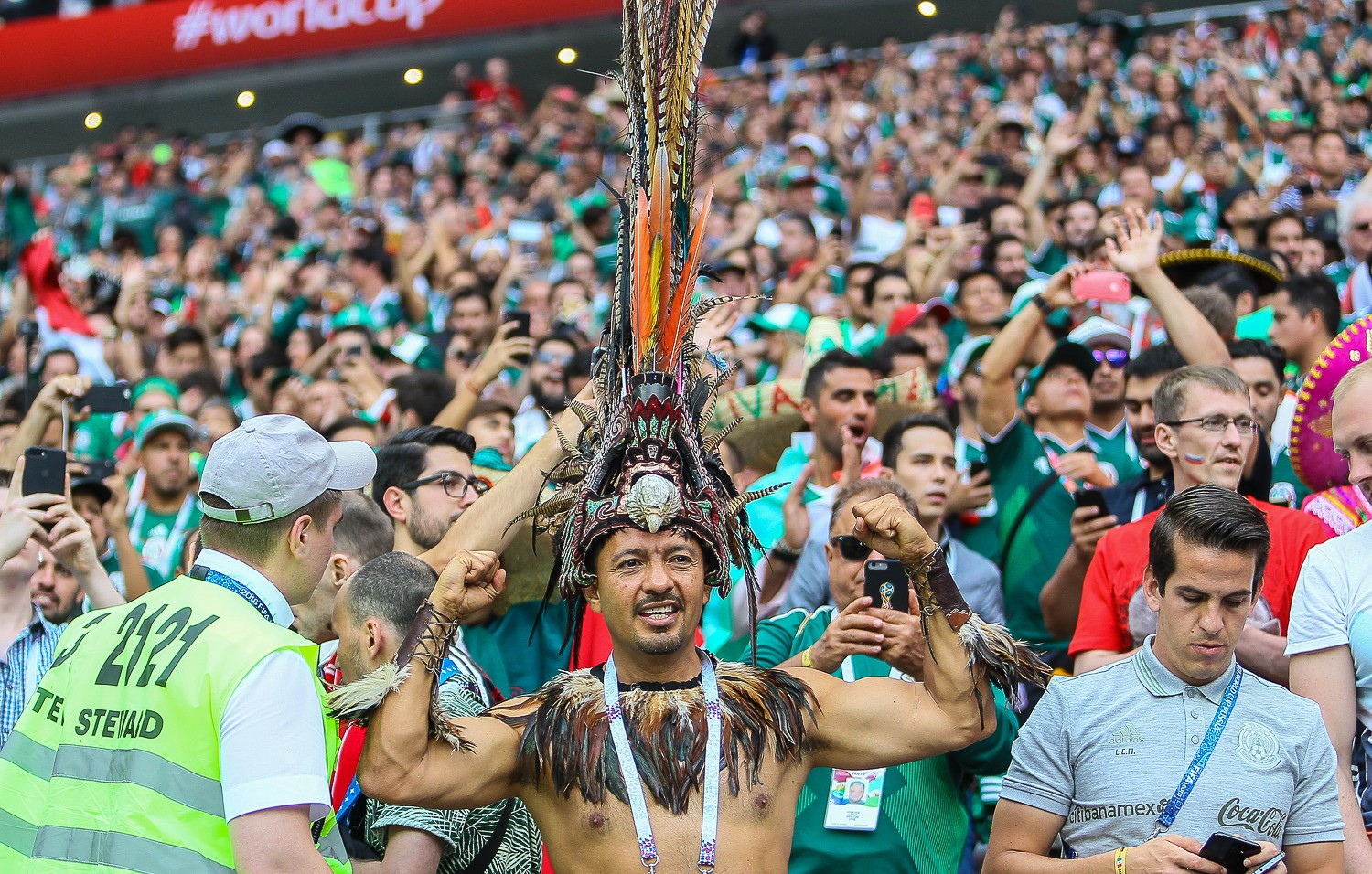
Mexikanische Fans

- Der mexikanische Fußballverband musste wegen homophober Rufe aus dem mexikanischen Fanblock, die sich gegen den deutschen Torwart Manuel Neuer richteten, eine Geldstrafe von 10.000 Schweizer Franken zahlen.[42]
- Mit einer Strafe in gleicher Höhe wurde der serbische Fußballverband belegt, weil serbische Fans während des Spiels gegen Costa Rica ein beleidigendes politisches Poster aus der Zeit des Zweiten Weltkriegs gezeigt hatten.[43]
- Der polnische Fußballverband wurde wegen eines beleidigenden Plakats, das seine Fans im Spiel gegen den Senegal im Stadion zeigten, zu einer Geldstrafe in gleicher Höhe verurteilt.[44]
- Wegen Fehlverhaltens im Spiel Schweiz – Serbien wurden die beiden Schweizer Spieler Xherdan Shaqiri und Granit Xhaka aufgrund einer provozierenden Geste beim Torjubel (albanischer Adler) mit je 10.000 Schweizer Franken sowie Stephan Lichtsteiner mit 5000 Schweizer Franken bestraft. Ebenso wurde Serbien mit 54.000 Schweizer Franken bestraft, weil erneut serbische Fans diskriminierende Plakate gezeigt und Gegenstände geworfen hatten. Trainer Mladen Krstajić wurde mit einer Strafe von 5000 Schweizer Franken belegt – er hatte gefordert, den deutschen Schiedsrichter Brych vor das UNO-Tribunal in Den Haag zu stellen.[45]
- Wegen unsportlichen Verhaltens beim abschließenden Jubel nach dem Sieg Deutschlands im Gruppenspiel gegen Schweden wurden die beiden deutschen Funktionäre Georg Behlau und Uli Voigt jeweils zu einer 5000-Schweizer-Franken-Strafe verurteilt.[46]
- Der englische Verband wurde zu einer Strafe von 70.000 Schweizer Franken verurteilt, weil die Spieler vor dem Spiel gegen Schweden Socken mit nicht genehmigten Logos getragen hatten.[47]
- Uruguay wurde mit einer Strafe von 50.000 Schweizer Franken belegt, weil ein Spieler nicht genehmigte Socken trug und die Mannschaft vor dem Spiel gegen Frankreich zu spät am Stadion ankam.[47]
- Der kroatische Verband wurde zu einer Strafe von 70.000 Schweizer Franken verurteilt, weil die Spieler vor dem Elfmeterschießen gegen Dänemark nicht genehmigte Getränke konsumierten.[47]

## Organisation und Umfeld

### Infrastruktur und Kosten
Vor Beginn des Turniers wurde vor allem an Verbesserungen der Infrastruktur gearbeitet. Nach Angaben des WM-Organisators wurden rund 265 Milliarden Rubel in die sportliche Infrastruktur – in den Um- und Neubau der Stadien und den Trainingsplätzen – investiert. 228 Milliarden Rubel wurden in die Verkehrsinfrastruktur sowie weitere 74 Milliarden Rubel in den Um- und Neubau von Wohnanlagen und medizinischen Infrastrukturen sowie Stromversorgungssystem investiert. Hinzu kommen weitere 116 Milliarden Rubel an laufenden Kosten. Laut des vorläufigen Berichts wurden somit insgesamt 683 Milliarden Rubel von der staatlichen Seite für die Vorbereitung und Durchführung der Weltmeisterschaft 2018 ausgegeben. Hinzu kämen weitere mehrere Milliarden Rubel von privaten Investoren (bspw. die Stadien in Moskau und Sankt Petersburg sowie Hotels in den Austragungsstädten).

### Übertragung und Berichterstattung

#### Produktion
Die FIFA-Abteilung Host-Broadcasting-Produktion (Host Broadcasting Production Department) organisierte für den Weltverband die Bereitstellung der Standard-Übertragungssignale aus dem Sendezentrum in Moskau. Zum fünften Mal stellte das zur Schweizer Infront Sports & Media-Sportrechte-Agentur gehörende Unternehmen Host Broadcast Services (HBS) die Fernsehbilder der Fußball-Weltmeisterschaften nach FIFA-Richtlinien her. Auch für die Produktion des Radiosignals, und für weitere Übertragungsdienste und -einrichtungen war HBS verantwortlich. Die Übertragungsrechte verkaufte die FIFA jedoch direkt, und zwar in Form von Paketen, die von Fernsehsendern und -konsortien weltweit erworben wurden.
Erstmals wurden bei einer Fußball-Weltmeisterschaft 4K- beziehungsweise UHD-Kameras für die Live-Produktion eingesetzt. Bei jedem Spiel waren 37 Kameras im Einsatz, 8 davon mit UHD/HDR und 1080p/SDR dual output und weitere 8 mit 1080p/HDR und 1080p/SDR dual output. Zudem wurden die Spiele in Virtual Reality bzw. für die Virtual-Reality-Brille und als 360-Grad-Videos zur Verfügung gestellt.

#### Deutschland
In Deutschland übertrugen ARD und ZDF die Weltmeisterschaft, jeweils mit unterschiedlichen Spielen. Für die Übertragungsrechte hatten sie nach Berichten des Spiegel 218 Millionen Euro bezahlt. Die Sender selbst machten zur Höhe der Ausgaben keine Angaben. ARD und ZDF zeigten alle Spiele der WM live im öffentlich-rechtlichen Fernsehen. Von den gleichzeitig stattfindenden letzten Spielen der Gruppenphase wurde in den Hauptsendern das wichtigere Spiel aus beiden Spielen gesendet, das Parallelspiel wurde auf One bzw. ZDFinfo gezeigt. Zusätzlich im Livestream und in den sozialen Netzwerken übertrugen ARD und ZDF die Pressekonferenzen und Trainingseinheiten live. Die Rundfunkanstalten der ARD übertrugen alle Spiele im Radio live – inklusive Reportagen, Interviews und Nachberichterstattung.
Das Erste strahlte das Eröffnungsspiel zwischen Gastgeber Russland und Saudi-Arabien aus, während das ZDF das Finale übertragen hatte. Die K.-o.-Spiele wurden kurzfristig verteilt. Beide Sender hatten, wie bereits zum FIFA-Konföderationen-Pokal 2017, in den SWR-Studios Baden-Baden ein gemeinsames Studio, das jeweils unterschiedlich gestaltet war.
Für die ARD berichteten zwei Moderatoren: Alexander Bommes und Matthias Opdenhövel im Wechsel mit den Experten Thomas Hitzlsperger, Stefan Kuntz und Hannes Wolf. Zusätzlich gab Philipp Lahm – zusammen mit Moderatorin Jessy Wellmer – vom Tegernsee Einblicke in das Turnierleben eines deutschen Nationalspielers. Der Abend im Ersten wurde von Micky Beisenherz und Jörg Thadeusz abgeschlossen, die von der Hamburger Reeperbahn die Sendung „WM-Kwartira“ moderierten. Für das ZDF berichtete Oliver Welke als Moderator und wurde, wie schon bei der WM 2014 und der EM 2016, von Oliver Kahn als Experte unterstützt. Zusätzlich wurden die Vorrundenspiele von Moderator Jochen Breyer begleitet. An seiner Seite war Sebastian Kehl als Experte vorgesehen, der bereits mit Breyer die ZDF-Übertragungen vom FIFA Confederations Cup 2017 präsentierte. Am 23. April beendete Kehl sein Engagement beim ZDF, da er zum 1. Juni 2018 die neu geschaffene Position des Leiters der Lizenzspielerabteilung bei Borussia Dortmund übernommen hatte. Das ZDF suchte nach einem adäquaten Ersatz und gab Ende Mai 2018 bekannt, dass Christoph Kramer als Experte verpflichtet wurde, der zusammen mit Breyer die WM-Spiele analysierte. Als weitere Experten fungierten Holger Stanislawski und der ehemalige schweizerische Schiedsrichter Urs Meier. Pro Spieltag war beim ZDF zudem ein Studiogast, oft mit direktem Bezug zum übertragenen Spiel, bei der Übertragung anwesend. Außerdem berichteten Gerhard Delling (ARD) und Katrin Müller-Hohenstein (ZDF) vom deutschen Mannschaftslager.
Für die ARD kommentierten vor Ort Tom Bartels, Gerd Gottlob und Steffen Simon den Hauptanteil der Spiele. Je zwei Spiele wurden außerdem von Florian Naß und Stephan Schiffner sowie ein Spiel von Eik Galley kommentiert. Aus den Stadien an der Seitenlinie meldeten sich Julia Scharf und Ralf Scholt – als Experte stand Kevin Kurányi bei einigen Spielen zur Seite. Für das ZDF kommentierten vor Ort Claudia Neumann, Béla Réthy, Oliver Schmidt, Martin Schneider und Thomas Wark aus den Stadien, an der Seitenlinie berichteten Alexander Ruda, Katja Streso und Sven Voss. Für die ARD-Hörfunksender kommentierten vor Ort Alexander Bleick, Armin Lehmann, Julia Metzner, Jens-Jörg Rieck, Andre Siems sowie vier weitere Radiokommentatoren.
Am 4. April 2018 gab der Pay-TV-Sender Sky Deutschland bekannt, 25 ausgewählte Partien exklusiv im hochauflösenden UHD-Format zu zeigen, darunter das Eröffnungsspiel, vier Achtelfinalspiele, zwei Viertelfinalspiele, beide Halbfinalspiele, das Spiel um Platz 3, das Finale sowie alle Begegnungen der deutschen Nationalmannschaft – Sky Deutschland übertrug somit an jedem Spieltag ein Spiel. Die Vereinbarung wurde mit SportA, der Sportrechte-Agentur von ARD und ZDF, geschlossen. Über die Höhe der gezahlten Summe für die Sublizenzen machten weder SportA noch Sky Deutschland Angaben. Für Sky Deutschland kommentierte Wolff-Christoph Fuss von Unterföhring aus die Spiele.
| Funktion                  | |                                                                                    |                         |
| ------------------------- | --------------------------------------------------------------------------------------------------- | ---------------------------------------------------------------------------------- | ----------------------- |
| Moderatoren               | Matthias Opdenhövel Alexander Bommes                                                                | Oliver Welke Jochen Breyer                                                         | –                       |
| Experten                  | Thomas Hitzlsperger Stefan Kuntz Hannes Wolf Kevin Kurányi (im Stadion)                             | Oliver Kahn Christoph Kramer Holger Stanislawski Urs Meier und wechselnde Gäste D1 | –                       |
| Begleiter der DFB-Elf     | Gerhard Delling                                                                                     | Katrin Müller-Hohenstein                                                           | –                       |
| Stadionteam               | Julia Scharf Ralf Scholt                                                                            | Alexander Ruda Katja Streso Sven Voss                                              | –                       |
| Kommentatoren (Fernsehen) | Tom Bartels Gerd Gottlob Florian Naß Steffen Simon                                                  | Claudia Neumann Béla Réthy Oliver Schmidt Martin Schneider Thomas Wark             | Wolff-Christoph Fuss D2 |
| Kommentatoren (Radio)     | Alexander Bleick Armin Lehmann Julia Metzner Jens-Jörg Rieck Andre Siems vier weitere Kommentatoren | –                                                                                  | –                       |

#### Schweiz
In der Schweiz wurden alle Spiele auf den Fernsehsendern, Apps und Streams der SRG SSR übertragen. Je nach Empfangsweg wurden die Spiele auch auf UHD und HDR übertragen.
- Deutschschweiz: Die Spiele wurden auf SRF zwei, die Parallelspiele auf SRF info gezeigt, dazu wurden die Spiele auf der Website des SRF und in die SRF Sport App gestreamt. Parallel dazu wurde auf allen Plattformen (TV, Website und App) ein Rahmenprogramm angeboten.[64] Bei den Spielen der Schweizer „Nati“ standen Moderator Rainer Maria Salzgeber, Experte Benjamin Huggel und Sascha Ruefer im Einsatz. Moderatoren bzw. Kommentatoren bei den übrigen Spielen waren Paddy Kälin und Lukas Studer bzw. Reto Held, Mario Gehrer, Dani Kern und Manuel Köng.[64] Auch die Rundfunkanstalten der SRG hatten die Spiele im Radio live übertragen, für die Deutschschweiz auf Radio SRF 3.[65]
- Französische Schweiz: Die Spiele wurden auf RTS Deux gezeigt. Dazu wurden diese, wie auch die Parallelspiele, auf RTS Sport (Web und App) gestreamt.
- Italienische Schweiz: Die Spiele wurden auf LA 2 gezeigt. Dazu wurden diese, wie auch die Parallelspiele, auf RSI Sport (Web und App) gestreamt. Im Radio wurden die Spiele auf Rete Uno übertragen.[66]
- Rätoromanische Schweiz: Die Berichterstattung beschränkte sich auf Nachrichten im Radio RTR sowie auf der Plattform RTR Radiotelevisiun Svizra Rumantscha.

#### Österreich
Die Übertragungsrechte für Österreich sicherte sich der Österreichische Rundfunk (ORF). Dabei übertrugen sie 56 der 64 WM-Spiele live, denn oe24.TV hatte sich mit dem ORF auf eine Sublizenzierung von acht Spielen der Vorrunde geeinigt. Es handelte sich hierbei um die Parallelspiele, die aus Wettbewerbsgründen gleichzeitig mit anderen Spielen ausgetragen wurden. Zusätzlich wurden auf dem Sender sämtliche WM-Spiele, die beim ORF übertragen wurden, noch einmal zeitversetzt ausgestrahlt.
Der ORF bot zudem via Mediathek des ORF – die ORF TVthek – eine UHD-Übertragung an. Die UHD-Übertragungen wurden über die ORF-TVthek-App und auf TVthek.ORF.at als Internet-Livestream angeboten.
| Funktion              |                                                                                                  |                                  |
| --------------------- | ------------------------------------------------------------------------------------------------ | -------------------------------- |
| Moderatoren           | Rainer Pariasek, Alina Zellhofer, Bernhard Stöhr                                                 | Edi Finger junior, Robert Seeger |
| Experten              | Herbert Prohaska, Roman Mählich, Marcel Koller, Thomas Janeschitz                                | Frenkie Schinkels                |
| Kommentatoren         | Michael Bacher, Boris Kastner-Jirka, Thomas König, Oliver Polzer, Michael Roscher, Dietmar Wolff | Edi Finger junior, Robert Seeger |
| Schiedsrichterexperte | Thomas Steiner                                                                                   |                                  |
| Reporter              | Kristina Inhof, Christian Diendorfer                                                             | David Herrmann-Meng              |

### Eröffnungsfeier
Die Eröffnungsfeier fand am Donnerstag, den 14. Juni 2018, direkt vor dem ersten Spiel der Heimmannschaft gegen Saudi-Arabien statt und dauerte etwa eine halbe Stunde. Im Stadion saßen unter anderem der libanesische Ministerpräsident Saad Hariri, Ruandas Präsident Paul Kagame und der deutsche Altkanzler Gerhard Schröder.
Als Teil der Eröffnungsfeier trat unter anderem Robbie Williams auf, der mehrere seiner Lieder sang, darunter Let Me Entertain You, Angels und Rock DJ, zum Teil im Duett mit der Opernsängerin Aida Garifullina. Das Model Wiktorija Lopyrjowa brachte als WM-Botschafterin den offiziellen WM-Ball ins Stadion, wie auch Diego Maradona. Künstlerischer Leiter der Show war Felix Michailow.

### Schlussfeier
Die Schlussfeier fand am Sonntag, den 15. Juli 2018, eine halbe Stunde vor dem Finale zwischen Frankreich und Kroatien statt. Will Smith führte zusammen mit Nicky Jam und Era Istrefi den WM-Song Live It Up auf. Die russische Opernsängerin Aida Garifullina sang Kalinka, der ehemalige brasilianische Fußballspieler Ronaldinho spielte dazu eine Buschtrommel. Philipp Lahm brachte gemeinsam mit dem russischen Model Natalja Wodjanowa den WM-Pokal ins Stadion.

### Maskottchen

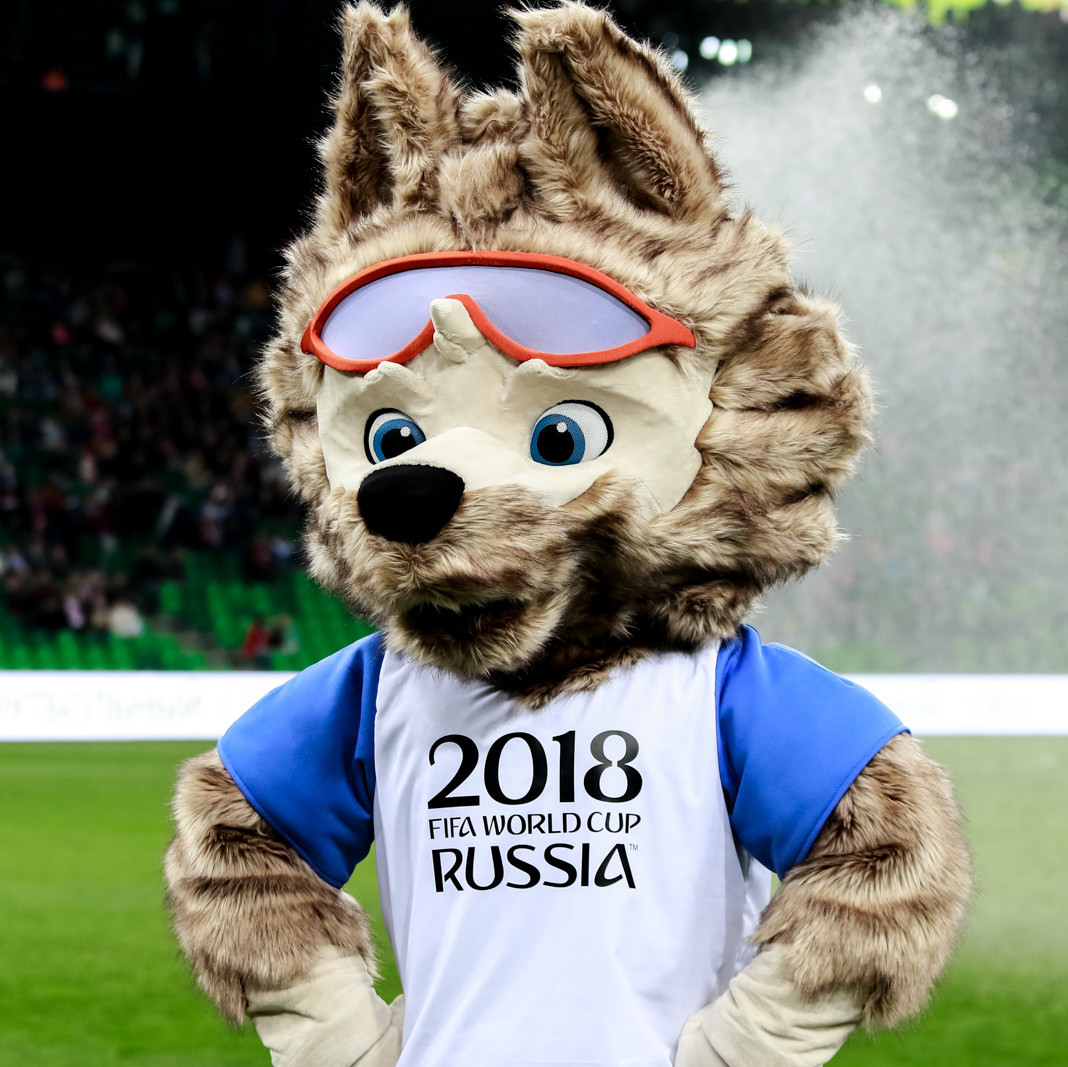
Maskottchen Zabivaka

Das offizielle Maskottchen der WM 2018 ist der Wolf Zabivaka (russisch Забивака/Sabiwaka, übersetzt „Der einen Treffer erzielt“ oder „kleiner Torschütze“). Er ist in den Landesfarben gekleidet und trägt eine Skibrille. Offiziell vorgestellt wurde Zabivaka am 26. Oktober 2016 bei einer Live-Sendung im russischen Fernsehen. Der Wolf setzte sich gegen einen Tiger und einen Kater durch. Für die Vorschläge konnte einen Monat lang auf der Website der FIFA oder während der TV-Show abgestimmt werden. Insgesamt wurden eine Million Stimmen abgegeben.

### Logo
Das offizielle Logo hat die Form des WM-Pokals und ist vorwiegend in Rot, Gold, Schwarz und Blau gestaltet, was an die russischen Nationalfarben und an weltbekannte russische Kunstwerke erinnern soll. An der Spitze findet sich ein „magischer Ball“. Dieser ist aus dem Feuervogel hervorgegangen, der auf dem Logo des Confed Cups 2017 zu sehen ist. Das Emblem soll Magie und Träume vereinen.

### Offizieller Song
Der offizielle Song der WM heißt Live It Up. Er wird von dem in Boston geborenen Nicky Jam, dem US-Amerikaner Will Smith und der Kosovo-Albanerin Era Istrefi gesungen und wurde am 25. Mai 2018 veröffentlicht.

### Sponsoren und Trikotausrüster
Neben den ständigen „Partnern“ Adidas, Coca-Cola, Gazprom, Hyundai/Kia, Qatar Airways, Visa und Wanda Group traten fünf internationale „WM-Sponsoren“ (Anheuser-Busch InBev mit der Marke Budweiser, Hisense, McDonald’s, Mengniu Dairy und Vivo) und acht „regionale Sponsoren“ auf. Davon kamen vier aus Europa (alle aus Russland: Alfa Bank, Alrosa, Rostelekom und die russische Eisenbahn (RŽD)), drei aus Asien (Diking, Luci und Yadea) und einer aus Afrika (Egypt – Experience & Invest).
Die Trikotausrüster der 32 WM-Mannschaften waren folgende: Adidas (zwölf Teams: Ägypten, Argentinien, Russland, Belgien, Deutschland, Iran, Japan, Kolumbien, Marokko, Mexiko, Schweden, Spanien), Nike (zehn Teams: Australien, Brasilien, England, Frankreich, Polen, Portugal, Kroatien, Nigeria, Südkorea, Saudi-Arabien), Puma (vier Teams: Schweiz, Senegal, Serbien, Uruguay), New Balance (zwei Teams: Costa Rica, Panama), Umbro (Peru), Erreà (Island), Hummel (Dänemark) und Uhlsport (Tunesien).

### Spielbälle

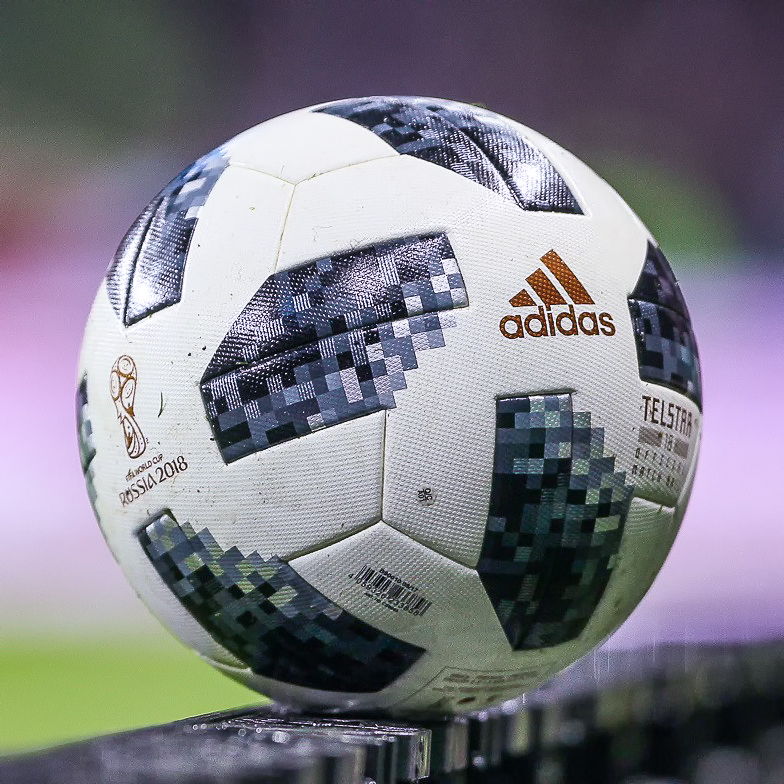
Spielball der Gruppenphase: Telstar 18

Bei der Weltmeisterschaft 2018 kamen zwei offizielle Spielbälle zum Einsatz: in der Gruppenphase der „Telstar 18“ – namens- und designtechnisch angelehnt an den ersten Adidas-WM-Spielball von 1970 – und in der K.o.-Phase der „Telstar Mechta“, welcher sich designtechnisch durch rote Farbakzente vom Vorrundenmodell unterscheidet.

### Freiwillige

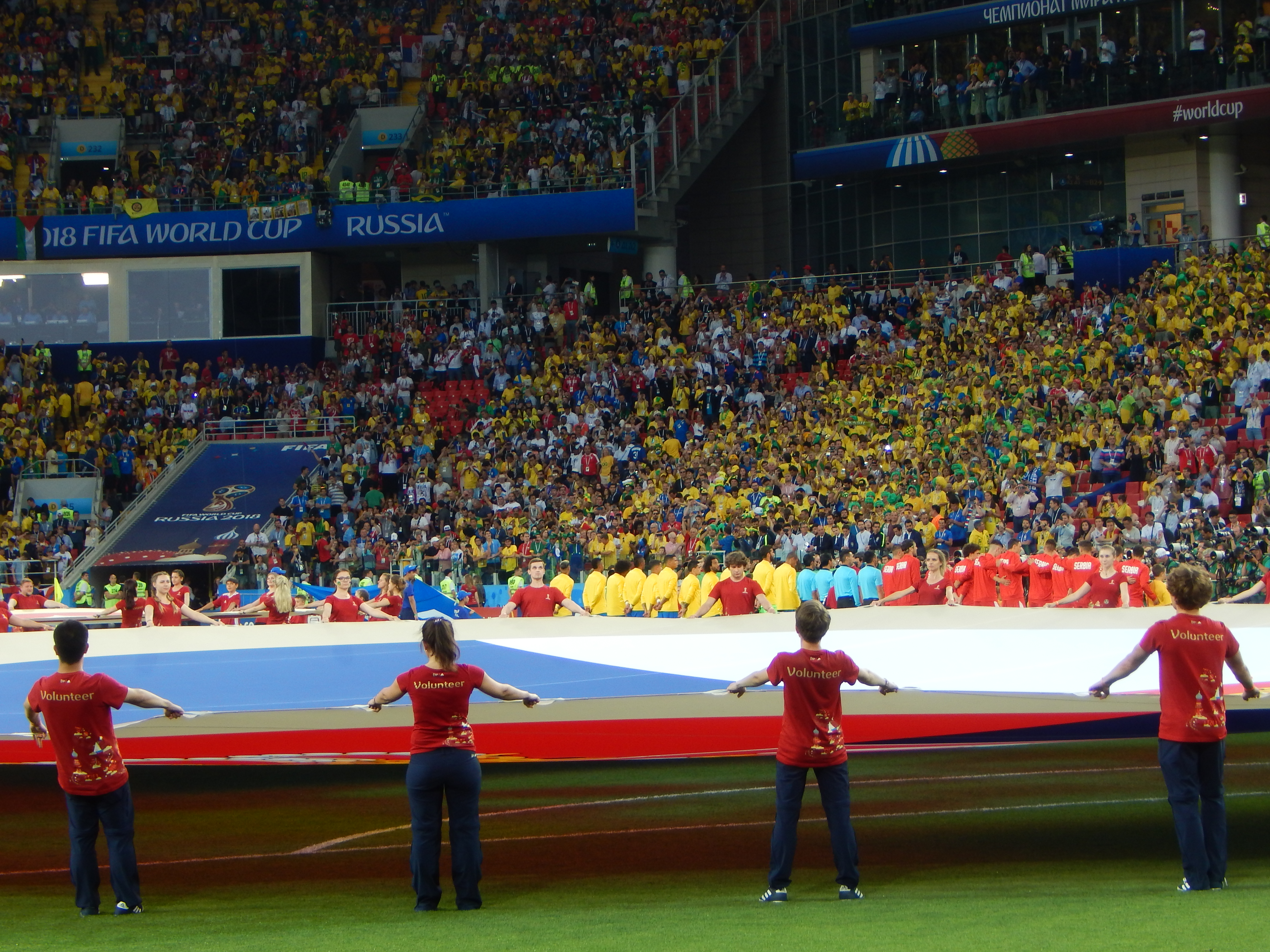
Freiwillige

Die Suche nach freiwilligen Helfern startete am 1. Juni 2016. Bis zum Anmeldeschluss am 30. Dezember desselben Jahres lagen 177.000 Anträge vor. Insgesamt werden 17.040 Freiwillige des Organisationskomitees und über 18.000 städtische Freiwillige in 11 Gastgeberstädten des Turniers aus 112 Ländern teilnehmen. Die Freiwilligen des Organisationskomitees mussten am 10. Mai 2018 mindestens 18 Jahre alt sein.

### Fans
Die Anhänger der japanischen Nationalmannschaft fielen während der Vorrunde dadurch auf, dass sie nach Spielende Müll einsammelten und das Stadion aufräumten. Zum Teil wurden sie dabei von den Fans der gegnerischen Teams unterstützt. Die japanischen Fußballfans waren bereits bei vergangenen Turnieren mit diesem Verhalten aufgefallen und stießen damit erneut auf positive Resonanz aus aller Welt. Die eigene Mannschaft tat es ihnen gleich und verließ die eigene Umkleidekabine außerordentlich sauber.

### Sammelalben
Auch zur WM 2018 gab das Unternehmen Panini ein Sammelalbum heraus (Erscheinungstermin in Deutschland 27. März 2018). Es wurde in den Medien kontrovers diskutiert, beispielsweise dass das Album lange vor Festlegung der endgültigen Kader gedruckt wurde und damit teilweise nicht nominierte Spieler enthält. Auch die hohen Kosten, das Album mit 682 Bildern zu vervollständigen, und die optimale Strategie für das sogenannte Sammelbilderproblem wurden oft diskutiert.
Das Tschuttiheftli als Alternative zum Panini-Heft („Kunst statt Kommerz“) wurde zur WM 2018 in der Schweiz, in Deutschland und in Österreich vertrieben. Verschiedene Künstler gestalteten die Porträts. Ein allfälliger Gewinn kommt kulturellen Projekten zugute, den Hilfsorganisationen Terre des hommes und Viva con Agua.
Wie schon in vorherigen Jahren gaben Ferrero und Rewe aus Werbegründen Sammelalben (Sammelkarten) heraus.

### Ramadan
Durch den erst am Tage des Eröffnungsspiels zu Ende gehenden muslimischen Fastenmonat Ramadan wurden von Trainern negative Auswirkungen auf die Leistungen der Mannschaften Saudi-Arabiens, Ägyptens, des Irans, Marokkos, Tunesiens, des Senegals und Nigerias befürchtet, obgleich es Raum für Ausnahmen gebe.

## Kritik an Organisation und Umfeld
Vor und während des Turniers übten verschiedene Seiten Kritik an der Durchführung der Weltmeisterschaft in Russland. Im Zentrum der Kritik standen die Menschenrechtslage, die Einschränkung der Medienfreiheit und die Dopingproblematik. Die Menschenrechtsorganisation Human Rights Watch wies im Vorfeld der Weltmeisterschaft darauf hin, dass in Russland die Menschenrechte „systematisch verletzt“ würden, und veröffentlichte für das Turnier ein Menschenrechtshandbuch.

### Menschenrechtslage
Für die Zeit der WM wurden in Russland temporär Einschränkungen der bürgerlichen Freiheitsrechte aufgehoben. Im Guardian oder von der Korrespondentin des ORF wurde erklärt, wie die „Fiktion“ der Versammlungsfreiheit sofort nach der WM wieder aufgehoben werde. In der BBC beschrieb Steve Rosenberg die Verwandlung Russlands als Ritt auf dem Regenbogen aus der bekannten Schwarz-Weiss-Realität in das Traumland von Oz, der SRF-Sportjournalist Manuel König nannte die Existenz dieser Freiheiten in Russland einen „Ausnahmezustand“. Ein Kommentator der Nowaja Gaseta nannte die Periode ein „riesiges Theater“ was aber auch von zivilgesellschaftlichen Gruppen ausgenutzt wurde; als zwanzig angerückte Polizisten bei einer kleinen Geburtstagsfeier für Oleh Senzow nicht eingriffen, war das „nicht verhaftet zu werden“ alleine meldenswert. In St. Petersburg und Moskau waren „Diversity House“ eingerichtet worden als „Freiräume auf Zeit“ mit der Gefahr, „Feigenblätter für das internationale Image zu werden“ (NZZ). Die eigentlich vom Netzwerk Football Against Racism initiierten Räume waren -in St. Petersburg verwirklicht in einer „Mobilisierung der Bürgergesellschaft“ gegen den politischen Druck von regierungsnahen Kreisen- errichtet worden. Anstelle von Freiräumen für ausländische Fans wurde das Lokal in St. Petersburg von lokalen Gruppen gebraucht für Podien zu Umweltschutz oder Demokratie, für Filmabende und Vernetzungstreffen, ohne von den Behörden wie sonst üblich schikaniert zu werden.

#### Missstände beim Stadionbau
Beim Bau der Stadien für die Weltmeisterschaft wurden nordkoreanische Arbeiter eingesetzt. Ihre Arbeitsbedingungen wurden von internationalen Organisationen als moderne Form der Sklaverei bezeichnet. Andere Bauarbeiter wurden in ähnlicher Weise ausgebeutet. Auf den WM-Baustellen kam es zu mindestens 17 Todesfällen, davon allein fünf am Bau des Sankt-Petersburg-Stadions. Bei der Inspektion der Baustelle in Sankt Petersburg durch die Internationale Gewerkschaft der Bau- und Holzarbeiter sei festgestellt worden, dass Gesundheits- und Sicherheitsstandards von den meisten beschäftigten Subunternehmern „anhaltend und ernsthaft“ unterlaufen wurden. Die FIFA und das WM-Organisationskomitee gaben zu, dass in Sankt Petersburg Arbeiter aus Nordkorea eingesetzt wurden. Reporter des WDR und SWR haben später auch an der Baustelle des Luschniki-Stadions in Moskau nordkoreanische Arbeiter angetroffen. Der Einsatz nordkoreanischer Arbeiter wurde von den Vereinten Nationen massiv kritisiert. Laut einer Resolution des UN-Sicherheitsrats würden Nordkoreaner, die in anderen Staaten tätig seien, durch die dort erworbenen Devisen dazu beitragen, nordkoreanische Nuklear- und Raketenprogramme zu finanzieren. Ihre Löhne würden zu einem Großteil an das nordkoreanische Regime zwangsabgeführt.

#### Rassismus
Einem Bericht der Organisation Football Against Racism in Europe und dem SOWA-Zentrum in Moskau zufolge nahmen vor Beginn der Weltmeisterschaft rassistische und schwulenfeindliche Gesänge in russischen Stadien zu. Bei der Niederlage der russischen Nationalmannschaft beim Testspiel gegen Frankreich am 27. März 2018 in Sankt Petersburg machten Zuschauer Affenlaute in Richtung dunkelhäutiger Spieler der französischen Nationalelf. Nach Auswertung der Beweise und Aufnahmen befand die FIFA-Disziplinarkommission den russischen Fußballverband für schuldig und teilte im Mai 2018 mit, dass Russland eine Geldstrafe in Höhe von 30.000 Schweizer Franken (rund 25.000 Euro) zahlen müsse. Das Urteil der FIFA sorgte für Unmut, weil die Geldstrafe für rassistische Verunglimpfung durch russische Fans nur marginal höher ausfiel als die Strafe für das Mitführen eines nicht gesponserten Energydrinks durch einen englischen Jugendspieler.
Im Vorfeld wurden Bedenken über eine Gefahr durch russische Hooligans aus der rechtsextremen Szene laut. Das Bundeskriminalamt hielt laut einem an „Bild“ gelangten Bericht fest, dass Teile der russischen Fanszene für ihre Gewaltbereitschaft und ihren Rassismus bekannt seien. Hooligans genossen in Russland seit Jahren die Unterstützung der Behörden. Bei den Ausschreitungen während der Fußball-Europameisterschaft 2016 griffen russische Hooligans englische und französische Fans an. Damals hatten russische Politiker die Schlagkraft ihrer Hooligans gelobt. 2017 strahlte die BBC die Dokumentation Russia's Hooligan Army aus, in der russische Hooligans ein „Festival der Gewalt“ während der Weltmeisterschaft ankündigten und Moskauer Hooligans als Fußsoldaten Präsident Putins bezeichneten. Als Reaktion auf die Gewalt während der Europameisterschaft 2016 investierte die russische Regierung in Öffentlichkeitsarbeit und führte Gesetzesverschärfungen ein, um das Image russischer Fans zu verbessern und die Gefahr von Gewalt beim Turnier zu reduzieren.
Die FIFA teilte am 30. Juni mit, dass Russland verwarnt und eine Geldstrafe von umgerechnet rund 8.650 Euro auferlegt wurde, weil russische Fans während WM-Partien diskriminierende Banner zeigten. Bei der russischen Niederlage gegen Uruguay am 25. Juni stellten Fans ein neonazistisches Banner zur Schau. Auch der Verband Serbiens musste eine Strafe in Höhe von 17.300 Euro zahlen, weil serbische Anhänger beim Spiel gegen Brasilien ein Plakat trugen, das eine nationalistische Gruppe aus dem Zweiten Weltkrieg feierte.
Der nigerianische Journalist Duro Ikhazuagbe von der Zeitung This Day beschrieb zum Abschluss seiner Berichterstattung von der WM, es hätte eine ursprüngliche Verunsicherung seiner Landsleute bestanden und zu deren Überraschung hätten sie durchweg von positiven Erlebnissen berichtet.
Zum Ende der WM zog Football Against Racism in Europe im Bezug auf Diskriminierung ein weitgehend erfreuliches Fazit, es hätte beispielsweise keine Berichte über rassistische Vorfälle gegeben; allerdings fanden vereinzelt sexuelle Belästigungen statt. Der Geschäftsführer lobte vor allem die Bevölkerung in Russland. Sie seien gastfreundlich und warmherzig gewesen.

#### Homosexualität
In Russland ist es seit Einführung der Gesetze gegen sogenannte „homosexuelle Propaganda“ strafbar, sich öffentlich zur Homosexualität zu bekennen oder in Anwesenheit Minderjähriger über Homosexualität zu sprechen. Bei Verstößen drohen Geldstrafen von umgerechnet bis zu 1360 Euro oder bis zu 15 Tage Haft, Ausländer können des Landes verwiesen werden. 2013 forderte die FIFA von Russland eine Klarstellung zu diesen Gesetzen. Brasiliens Regierung hat Fußballfans empfohlen, bei der Weltmeisterschaft in Russland auf gleichgeschlechtliche „Zärtlichkeiten in der Öffentlichkeit“ zu verzichten. Der brasilianische Außenminister stellte einen Leitfaden zum WM-Besuch in Russland vor, in dem es heißt, dass in Russland das Zeigen von Zuneigung im öffentlichen Raum nicht üblich sei und als „Propaganda für nichttraditionelle Beziehungen interpretiert und mit Geldstrafe und Ausweisung geahndet werden“ könne. Homophobie ist in Russland weit verbreitet. Das Auswärtige Amt wies auf die Lage von sexuellen Minderheiten in Russland hin und rief zur Vorsicht auf. Demnach sei die Akzeptanz gleichgeschlechtlicher Partnerschaften in der russischen Gesellschaft gering und es komme immer wieder zu Übergriffen auf Homosexuelle.
Am ersten Tag des Turniers wurde ein schwules Paar in Sankt Petersburg angegriffen. Einer der beiden Männer – ein französischer Fußballfan – wurde mit schweren Kopf- und Kieferverletzungen ins Krankenhaus eingeliefert. Am selben Tag wurde in Moskau der Menschenrechtsaktivist Peter Tatchell verhaftet, weil er vor dem Kreml ein Schild hochgehalten und auf die Folter von Homosexuellen in Tschetschenien hingewiesen hatte.
Football Against Racism in Europe wies auf sexistische und homophobe Vorfälle bei der WM hin und forderte die FIFA auf, sich dieser Probleme anzunehmen.

#### Tschetschenien
Die ägyptische Nationalmannschaft war bis zu ihrem Ausscheiden in Grosny, der Hauptstadt der Autonomen Republik Tschetschenien, untergebracht. Der tschetschenische Präsident Ramsan Kadyrow nutzte diesen Umstand zu Propagandazwecken, was wiederum Kritik an den Turnierorganisatoren und der FIFA zur Folge hatte. Die Menschenrechtslage in Tschetschenien gilt als besonders prekär.

### Einschränkung der Medienfreiheit

#### Einreiseprobleme für Journalisten
Am 11. Mai 2018 gab die ARD bekannt, dass das für Doping-Experte Hajo Seppelt vom Südwestrundfunk anlässlich der Berichterstattung über die Weltmeisterschaft beantragte Visum von Russland für ungültig erklärt wurde, da Seppelt auf der Liste „unerwünschter Personen“ stehe. Die FIFA habe Seppelt zuvor eine Akkreditierung für das Turnier ausgehändigt und erwarte von Russland die Darlegung der genauen Hintergründe. Die Pressefreiheit habe für die FIFA einen hohen Stellenwert. Frank Überall, Vorsitzender des Deutschen Journalisten-Verbandes (DJV), bewertet die Entscheidung als „Rachefeldzug“ Russlands, da Seppelt „die Dopingfälle in Russland öffentlich gemacht hat“. Das Auswärtige Amt kündigte an, sich um die Aufklärung der Hintergründe zu bemühen, man werde gegebenenfalls „das Gespräch mit der russischen Seite suchen“. Dmitri Swischtschow – russischer Politiker und Abgeordneter der Duma in der LDPR-Fraktion sowie Präsident des russischen Curling-Verbandes – verteidigte die Entscheidung seines Landes. In einem Interview mit der Sport-Nachrichtenagentur R-Sport warf Swischtschow den Journalisten vor, Seppelt wolle die Reise zur Weltmeisterschaft nur nutzen, „um Russland zu verleumden und sich selbst daran zu bereichern“. Wenige Tage später wurde Seppelt doch ein Einreisevisum erteilt, jedoch müsse er, wenn er „das Gebiet der Russischen Föderation“ betrete, damit rechnen, dass das „Staatliche Ermittlungskomitee erneut Mittel ergreife[n], um ihn zu befragen“. Seppelt erklärte daraufhin, dass er eine mögliche Einreise abwägen müsse: „Ich werde gemeinsam mit meinem Sender genau prüfen, ob ich am Ende zur WM fahre. […] Die angekündigte Vorladung vor eine Art Untersuchungsgericht jedenfalls hört sich nicht wirklich einladend an.“ Gefährdungsanalysen von Bundessicherheitsbehörden, darunter des Bundeskriminalamtes und der Nachrichtendienste, kamen zur Einschätzung, dass der WM-Besuch für Seppelt ein „unberechenbares Risiko“ darstelle. In einer Analyse des Landeskriminalamt Berlin hieß es bereits Mitte Mai 2018, dass „dringend von einer Reise Seppelts nach Russland abgeraten“ werde. Hauptproblem sei die bevorstehende Vernehmung durch russische Behörden in der Strafsache Grigori Rodtschenkow, der Kronzeuge im russischen Dopingskandal ist. Zum einen seien „spontane Gewalttaten selbstmotivierter Akteure“ möglich und zum anderen könne Seppelt in Haft genommen werden, wenn die Behörden der Auffassung sind, dass er nicht kooperiert. Nach einem Gespräch mit Außenminister Heiko Maas traf Seppelt die Entscheidung, nicht zur WM zu reisen. Laut Dagmar Freitag, Vorsitzende des Sportausschusses im Deutschen Bundestag, schränke Russland die Freiheit der Berichterstattung ein und halte zudem Zusagen, die es der FIFA gemacht habe, nicht ein. Länder wie Russland kommen ihrer Meinung nach zukünftig nicht mehr in Frage für internationale Veranstaltungen.

#### Nachrichtensperre
Britischen Quellen zufolge hat das russische Innenministerium der Polizei aufgetragen, während der Weltmeisterschaft Berichte über Verbrechen und negative Nachrichten vor der Öffentlichkeit zurückzuhalten. Die Polizei wurde angewiesen, vom 5. Juni bis 25. Juli keine Informationen über die Ergebnisse von Ermittlungen, Polizeirazzien oder anderen Operationen zu veröffentlichen und stattdessen positive Nachrichten zu betonen. Die russische Regierung wolle so ein positives Image des Landes und Gewaltfreiheit vermitteln. Normalerweise veröffentlicht die russische Polizei regelmäßig Informationen über Verbrechen, einschließlich Raubüberfälle und Morde bis hin zu vereitelten Terroranschlägen. Die Polizeibehörden in allen Föderationssubjekten Russlands haben seit dem 6. Juni keine Nachrichten über Straftaten veröffentlicht. Der Pressedienst des Innenministeriums der Region Krasnodar, wo sich der WM-Austragungsort Sotschi befindet, teilte auf Anfrage einer russischen Nachrichtenseite mit, dass die Pressestelle nur positive Informationen herausgeben dürfe. Bei der Polizei des zentralen Föderalbezirks im Großraum Moskau wies ein Vorgesetzter die Beamten zudem an, soziale Medien zu überwachen, um negative Nachrichten über das Innenministerium und die Regierung abzufangen.
Daneben wurde auch die staatliche Propaganda gegen den angeblich russophoben und dekadenten Westen heruntergefahren. Das unabhängige Meinungsforschungszentrum Lewada belegte für die Zeit nach der WM eine signifikante Zunahme der Russen, welche eine Annäherung an den Westen unterstützten; Lilija Schewzowa konstatierte, die Russen wollten nicht länger in der von den staatlich gelenkten Medien gezeichneten „belagerten Festung“ leben, einem Bild, welches dem Machterhalt der Kreml-Elite dient.

### Doping
Ein weiterer Anlass für Kritik waren Enthüllungen zu langjährigem russischem Staatsdoping im Zuge des McLaren-Reports im Jahr 2016 und des daraus resultierenden Teilausschlusses des russischen Verbands bei den Olympischen Sommerspielen 2016. Im weiteren Verlauf der Enthüllungen wurde bekannt, dass die russische Fußballnationalmannschaft der Fußball-Weltmeisterschaft 2014 sowie elf weitere Fußballspieler verdächtigt werden, in das russische Staatsdopingsystem involviert gewesen zu sein. Bereits Ende 2014 hatte die Welt-Anti-Doping-Agentur (WADA) im Moskauer Kontrolllabor 155 Proben von Fußballern in Russland beschlagnahmt, unter ihnen befinden sich auch viele Nationalspieler und damit auch Spieler aus dem WM-Kader 2018. 34 Dopingtests russischer Fußballspieler waren „möglicherweise positiv“ oder wurden manipuliert. Laut eigenen Angaben konnte die FIFA in den Proben bisher keinen Dopingverstoß feststellen, die verdächtigen Dopingkontrollflaschen seien im Mai 2018 allerdings noch nicht auf Manipulation untersucht worden. Daraufhin kam international Kritik auf, dass auffällige Dopingproben von russischen Nationalspielern aus dem vorläufigen WM-Kader nicht ausreichend untersucht worden seien und dass die FIFA, die sowohl als Veranstalter der WM als auch als alleiniger Dopingkontrolleur auftritt, ein Interesse daran habe, positive Proben zu vertuschen, um das Turnier nicht zu stören. Im Juni 2018 deckten Ermittler auf, dass in mindestens einem Fall die Urinprobe eines russischen Nationalspielers – Ruslan Kambolow vom Rubin Kasan – auf Anordnung des Sportministeriums ausgetauscht und vertuscht wurde. Der Vater des russischen Nationalspielers Denis Tscheryschew sagte in einem Interview mit einem russischen Sportmagazin, dass seinem Sohn vor dem Turnier ein Wachstumshormon gespritzt worden sei. Der Spieler dementierte dies später. Die außergewöhnliche Laufleistung der russischen Spieler, die von allen Teams konstant am meisten gelaufen sind, sowie die auffälligen Leistungssprünge im Vergleich zu früheren Turnieren ließen den Verdacht auf Doping neu aufkommen.
In der WDR-Dokumentation „Geheimsache Doping – Showdown für Russland“ vom Juni 2016 erhärtete der ARD/WDR-Dopingexperte Hajo Seppelt mit bislang unveröffentlichten Dokumenten den Verdacht, dass die russische Regierung und der Sportminister Witali Mutko direkt an der Vertuschung des staatlich gesteuerten Dopings beteiligt gewesen seien. Mutko selbst war zur Zeit der Enthüllung auch Präsident des Russischen Fußballverbandes und WM-Cheforganisator. In einem Interview mit der Sport-Nachrichtenagentur R-Sport im September 2017 wies Mutko die staatliche Beteiligung am systematischen Doping vehement zurück und warf stattdessen der Welt-Anti-Doping-Agentur (Wada) vor, mit dem Verweis auf Grigori Rodtschenkow, der als ehemaliger Leiter des Moskauer Anti-Doping-Labors die systematischen Dopingpraktiken in Russland öffentlich gemacht hatte, die ganze Affäre mitverursacht zu haben. Das Internationale Olympische Komitee stufte Mutko als zentralen Kopf der systematischen Manipulation ein und schloss ihn am 5. Dezember 2017 lebenslänglich von den Olympischen Spielen aus. Ende Dezember 2017 gab Mutko bekannt, die Führung des Russischen Fußballverbandes vorübergehend niederzulegen. Dies wurde als Konsequenz aus den Dopingvorwürfen gegen Russland angesehen. Dennoch behielt sich Mutko das Recht vor, den Posten des WM-Cheforganisators zu behalten. Kurz danach gab Mutko auch den Posten als Cheforganisator der Weltmeisterschaft ab.

### Sicherheitskonzept
Das Sicherheitskonzept sah neben dem Engagement der Polizei, der Armee und der Nationalgarde auch vor, in mehreren Austragungsorten Kosaken-Milizen als Sicherheitskräfte einzusetzen. Anfang Mai 2018 wollte der Menschenrechtsrat beim russischen Präsidenten von den Strafverfolgungsbehörden Antworten darauf, warum bei den Demonstrationen vom 5. Mai 2018 in Moskau genau dort Gewaltszenen stattgefunden hätten, wo Kosaken zugegen waren, sowie zu deren Zusammenarbeit mit Behörden. Das Schweizer Fernsehen nannte die Gruppen „Schlägertrupps“, nachdem die Ultrakonservativen regierungskritische Demonstranten niederknüppelten, und stellte die Eignung dieser Milizen im Umgang mit Hooligans in Frage. Einige Mitglieder der paramilitärischen Kosakentruppen in Sotschi, Samara, Rostow am Don, Jekaterinburg, Kaliningrad und darüber hinaus in Jessentuki, wo die nigerianische Nationalmannschaft untergebracht war, hatten zuvor für Russland in den Kriegen in der Ukraine und in Syrien gekämpft (vgl. Russisch-Ukrainischer Krieg und Russischer Militäreinsatz in Syrien). Im Rahmen der Weltmeisterschaft kamen die Kosaken schließlich unbewaffnet zum Einsatz.

### Boykottaufrufe
Bereits im Frühjahr 2014 wurden infolge der völkerrechtswidrigen Annexion der Krim durch Russland und vor dem Hintergrund des russischen Kriegs in der Ukraine seit 2014 erstmals in den Medien Stimmen laut, die Fußball-Weltmeisterschaft 2018 zu boykottieren. Im Juli 2014 äußerten deutsche Spitzenpolitiker massive Kritik an der Vergabe der Weltmeisterschaft an Russland. Der Weltfußballverband erklärte jedoch, am Ausrichter Russland festhalten zu wollen.
Im April 2015 starteten 13 US-Senatoren einen erneuten Vorstoß mit einem Brief an die FIFA und Blatter. In diesem kritisieren sie die Ukraine-Krise und die Haltung des russischen Präsidenten Wladimir Putin und plädieren für eine neue Vergabe der WM 2018. Aus Sicht der Kritiker erlange Russland durch die Spiele eine „wirtschaftliche Erleichterung“ und somit stütze die FIFA „das Regime“.
Im Frühjahr 2018 erklärten England und Island nach dem Giftanschlag auf den russischen Ex-Agenten Sergei Skripal und dessen Tochter den politischen Boykott der Weltmeisterschaft. Auch die britische Königsfamilie sagte einen Besuch des Turniers ab. Der britische Außenminister Boris Johnson sagte, Putin werde die Weltmeisterschaft nutzen, „wie Hitler die Olympischen Spiele 1936 nutzte“. Der polnische Präsident Andrzej Duda ließ verkünden, dass er bei der Eröffnungszeremonie abwesend sein werde, und auch die Regierungen von Dänemark und Schweden erwogen einen diplomatischen Boykott wegen des Falls Skripal. 60 Europaabgeordnete aus fünf Parlamentsfraktionen und 16 Ländern riefen anlässlich des Giftanschlags in einem offenen Brief die EU-Mitgliedsstaaten dazu auf, dem Beispiel Englands und Islands zu folgen. Gründe dafür seien Russlands militärische Invasion der Ukraine, die Unterstützung von Baschar al-Assad, systematische Hackerattacken und Wahleinmischung sowie die Repressionen gegen Regimekritiker in Russland.
In der Schweiz wurde im Vorfeld ein politischer WM-Boykott von links-grünen Politikern gefordert. Gemäß der Präsidentin der Grünen, Regula Rytz, sollte die Gefährdung der Menschenrechte durch die Politik des russischen Präsidenten Wladimir Putin nicht durch einen Besuch des Bundespräsidenten „legitimiert“ werden.
Australien beschloss, keine Regierungsvertreter zum Turnier zu schicken, nachdem neue Beweise veröffentlicht wurden, dass Russland direkt an dem Abschuss des Malaysia-Airlines-Flugs 17 mit 27 australischen Passagieren an Bord beteiligt war. In diesem Zusammenhang wurde in den Niederlanden über einen Boykott diskutiert, nachdem der ehemalige Nationalspieler John van ’t Schip an den niederländischen Fußballverband appelliert hatte, das Turnier wegen der MH17-Tragödie zu boykottieren. Nach den Erkenntnissen zum Abschuss von Flug MH17 plädierte auch das Bündnis 90/Die Grünen dafür, dass keine Spitzenpolitiker aus der Europäischen Union an den Feiern der Fußball-WM teilnehmen.

### Rentenreform in Russland
Am Eröffnungstag der WM wurden vom Ministerpräsidenten Dmitri Medwedew unerwartete Reformpläne für das russische Rentensystem verkündet, die eine wesentliche Anhebung des Rentenalters zur Folge hätten und von einer deutlichen Mehrheit der Staatsbürger abgelehnt werden. In diesem Zusammenhang warf man der Regierung vor, die Weltmeisterschaft als Deckmantel für die fragliche Initiative missbraucht zu haben, insbesondere mit Rücksicht darauf, dass Straßenaktionen während der WM aus Sicherheitsgründen verboten waren. Nach dem Abschluss der WM kam es zu landesweiten Protesten.

## Statistiken
- Essam El-Hadary (Ägypten) ist mit 45 Jahren und fünf Monaten der älteste Spieler, der je für eine WM-Endrunde nominiert wurde.[179][180]
- Daniel Arzani (Australien) ist mit 19 Jahren und 163 Tagen der jüngste Teilnehmer.[180] Der nur zwei Wochen ältere Kylian Mbappé (Frankreich) ist der erste unter 20-Jährige seit der WM 1958, der in einem K.o.-Spiel mehr als einen Treffer erzielte. Seinerzeit war dies dem sogar erst 17-jährigen Pelé gleich zweimal gelungen: im Endspiel gegen Schweden und zuvor bereits im Halbfinale – gegen Frankreich.[181]
- Das Eröffnungsspiel bestritten die beiden nach FIFA-Weltrangliste schlechtesten Mannschaften des Turniers.
- Das erste Tor des Turniers erzielte Juri Gasinski (Russland) im Eröffnungsspiel gegen Saudi-Arabien in der 12. Minute.[182]
- Die torreichsten Spiele waren mit je sieben Treffern die Gruppenspiele Belgien gegen Tunesien (5:2) und England gegen Panama (6:1) sowie das Achtelfinale Frankreich gegen Argentinien (4:3).[183][184]
- Die einzige torlose Partie der Vorrunde war das Spiel zwischen Frankreich und Dänemark am 26. Juni. Durch das Remis festigten die beiden Teams ihre vorderen beiden Tabellenpositionen.[185]
- Den ersten Strafstoß verwandelte Cristiano Ronaldo (Portugal) im ersten Gruppenspiel gegen Spanien in der 4. Minute. Darüber hinaus war die verursachende Szene die erste Situation, die vom Team der Videoschiedsrichter überprüft wurde.[186]
- Das früheste Tor erzielte der Däne Zanka in der 1. Minute des Achtelfinalspiels gegen Kroatien.[187]
- Das erste Eigentor unterlief dem Marokkaner Aziz Bouhaddouz im Gruppenspiel gegen den Iran in der 90+5. Minute.[188]
- Der jüngste Trainer war Aliou Cissé (Senegal) mit 42 Jahren und 87 Tagen beim ersten Spiel gegen Polen[189]; der älteste Óscar Tabárez (Uruguay) mit 71 Jahren und 104 Tagen beim ersten Spiel gegen Ägypten. Damit ist er nach Otto Rehhagel (71 Jahre und 317 Tage bei der WM 2010) der zweitälteste WM-Trainer aller Zeiten.[190]
- Mexikos Kapitän Rafael Márquez nahm bereits zum fünften Mal an einer WM-Endrunde teil. Vor ihm hatten das bis dato nur Lothar Matthäus, Gianluigi Buffon und Antonio Carbajal geschafft.[191]
- Die erste rote Karte erhielt Carlos Sánchez (Kolumbien) in der dritten Minute des ersten Gruppenspiels gegen Japan wegen absichtlichen Handspiels im Strafraum zur Verhinderung eines Tores. Es war zudem die innerhalb eines Spiels zweitfrüheste rote Karte einer Fußball-WM.[192] José Batista (Uruguay) musste 1986 in Mexiko beim torlosen Gruppenspiel gegen Schottland hingegen bereits in der ersten Minute vom Platz.
- Mit dem amtierenden Weltmeister Deutschland schied der Titelverteidiger bereits in der Gruppenphase aus, wie zuvor Italien (1950, 2010), Brasilien (1966), Frankreich (2002) und Spanien (2014). Auch Argentinien als Vizeweltmeister schied bereits früh aus, nämlich im ersten Achtelfinale gegen Frankreich (3:4).
- Alle fünf afrikanischen Mannschaften schieden bereits in der Vorrunde aus. Dies gab es zuletzt bei der Fußball-Weltmeisterschaft 1982, damals nahmen jedoch nur zwei Mannschaften teil.
- Die Achtelfinalbegegnung zwischen Spanien und Russland war die erste des Turniers, die in die Verlängerung ging und in der durch ein anschließendes Elfmeterschießen der Sieger ermittelt wurde.[193]
- Mario Mandžukić unterlief in der 18. Minute gegen Frankreich das erste Eigentor in einem WM-Finale.
- Kroatien stand zum ersten Mal in einem WM-Finale.